# Representação de Deus no Cristianismo
Durante cerca de mil anos, em obediência a interpretações de passagens específicas da Bíblia, a representação pictórica de Deus no cristianismo ocidental foi evitada pelos artistas cristãos. De início, apenas a “Mão de Deus” (Manus Dei), muitas vezes emergindo de uma nuvem, foi retratada. Gradualmente, imagens da cabeça e, posteriormente, a figura inteira foram retratados, e na época da Renascença representações artísticas de Deus, o Pai eram livremente usados na Igreja Ocidental.
“Deus, o Pai” pode ser visto em alguns ícones bizantinos tardios da Escola cretense e aqueles das fronteiras dos mundos católico e ortodoxo, sob influência ocidental, mas depois que a Igreja Ortodoxa Russa ficou firmemente contra essa representação em 1667, tal imagem dificilmente pode ser vista na arte russa. Os protestantes geralmente desaprovaram a representação de Deus, o Pai, pois originalmente se opuseram a isso na arte.

## Origens e antiguidade
Os primeiros cristãos acreditavam que as palavras do Livro de Êxodo 33:20 "Tu não podes ver o meu rosto: pois ninguém me verá e viverá" e do Evangelho de João 1:18: " Nenhum homem viu a Deus a qualquer momento" deveriam ser aplicadas não apenas ao Pai em si, mas a todas as tentativas de representação desse Pai.

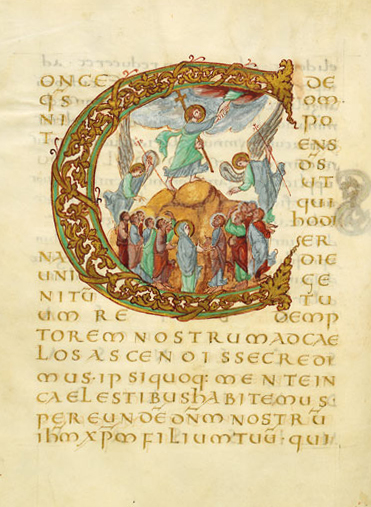
A “Mão de Deus” na arte, símbolo da Ascensão de Cristo do Sacramentário de Drogon

A Mão de Deus (Manus Dei), uma metáfora artística, é encontrada várias vezes na única sinagoga antiga com um grande acervo decorativo sobrevivente, a Sinagoga de Dura Europos de meados do século III, e foi provavelmente adotada na arte dos primeiros cristãos, sendo oriunda da arte judaica. Era comum na arte da Antiguidade Tardia tanto no Oriente como no Ocidente, e permaneceu como a principal forma de retratar as ações ou a aprovação de Deus, o Pai, no Ocidente, até ao fim da arte românica. Também representa o Bath Kol (literalmente "filha da voz") ou voz de Deus, similar às representações jesuíticas.
Historicamente considerado, Deus, o Pai, é mais frequentemente manifestado no Antigo Testamento, enquanto o Filho é manifestado no Novo Testamento. Por isso, pode-se dizer que o Antigo Testamento se refere mais especialmente à história do Pai e do Novo Testamento à do Filho. No entanto, nas primeiras imagens de cenas do Antigo Testamento, os artistas usaram a representação convencional de Jesus para mostrar o Pai., especialmente em imagens da história de Adão e Eva, a narrativa do Antigo Testamento mais frequentemente retratada na arte medieval primitiva, e que era considerada exigida para representar uma figura de Deus "andando no jardim" (Gênesis 3: 8).
O relato no Livro de Gênesis naturalmente credita a Criação à figura única de Deus, em termos cristãos, Deus o Pai. No entanto, a primeira pessoa do plural em Gênesis 1:26 "E Deus disse: Façamos o homem à nossa imagem, à nossa semelhança", e as referências do Novo Testamento a Cristo como Criador (João 1: 3, Colossenses 1:15) levaram o escritores cristãos primitivos a associar a Criação ao Logos do Cristo preexistente, Deus o Filho. A partir do século IV, a igreja também fez questão de afirmar a doutrina da consubstancialidade confirmada no Credo Niceno de 325.
Era comum, portanto, ter representações de Jesus como Logos tomando o lugar do Pai e criando o mundo sozinho, ou comandando Noé para construir a arca ou falar com Moisés a partir da Sarça ardente.  Houve também um breve período no século IV, quando a Trindade foi descrita como três figuras quase idênticas, principalmente em cenas do Gênesis; O Sarcófago Dogmático no Vaticano é o exemplo mais conhecido. Em casos isolados, essa iconografia é encontrada em toda a Idade Média, e reavivou-se um pouco a partir do século XV, embora as autoridades da Igreja a tenham recebido crescente desaprovação. Uma variante é o contrato com o artista Enguerrand Quarton para a Coroação de Maria exigindo que ele representasse o Pai e Filho na Santíssima Trindade como figuras idênticas.
Um erudito sugeriu que a figura entronizada no centro do mosaico da abside da igreja Santa Pudenziana em Roma de 390-420, normalmente considerada como Cristo, de fato representava “Deus, o Pai”
Em situações, como o Batismo de Jesus, onde uma representação específica de Deus Pai foi indicada, a Mão de Deus (arte) foi usada, com a crescente liberdade da arte do período carolíngio até o final da arte românica. Esse motivo artístico, desde a descoberta da sinagoga Dura Europos, do século III, parece ter vindo emprestado da arte judaica, sendo encontrado na arte cristã quase desde o início.
O uso de imagens religiosas em geral continuou a aumentar até o final do século VII, a tal ponto que em 695, ao assumir o trono, o imperador Justiniano II colocou uma imagem de Cristo no lado anverso de suas moedas de ouro, resultando numa abertura que levou ao uso do tipo de moedas bizantinas no mundo islâmico. No entanto, o maior uso de imagens religiosas não incluía ainda representações de Deus, o Pai. Por exemplo, enquanto o oitavo segundo cânon do Concílio Quinissexto (de Trullo) em 692 não condenou especificamente as imagens do Pai, mas sugeriu que os ícones de Cristo eram preferidos às aparições e figuras do Antigo Testamento.
O início do século VIII testemunhou a supressão e destruição de ícones religiosos quando o período de iconoclasma bizantino (literalmente "quebra de imagem") começou. Imperador Leão III, o Isauro (717; 741), suprimiu o uso de ícones por meio de um Édito Imperial Bizantino, presumivelmente devido a uma derrota militar que ele atribuiu à veneração indevida de ícones. O édito (que foi publicado sem se consultar a Igreja) proibia a veneração de imagens religiosas, mas não se aplicava a outras formas de arte, tais como a imagem do imperador ou a símbolos religiosos como a cruz. Os argumentos teológicos contra os ícones começaram então a aparecer com iconoclastas alegando que os ícones não podiam representar tanto a natureza divina como a humana de Jesus ao mesmo tempo. Nessa atmosfera, nenhuma representação pública de Deus o Pai foi sequer tentada e tais representações só começaram a aparecer dois séculos depois.

## Fim do iconoclasma

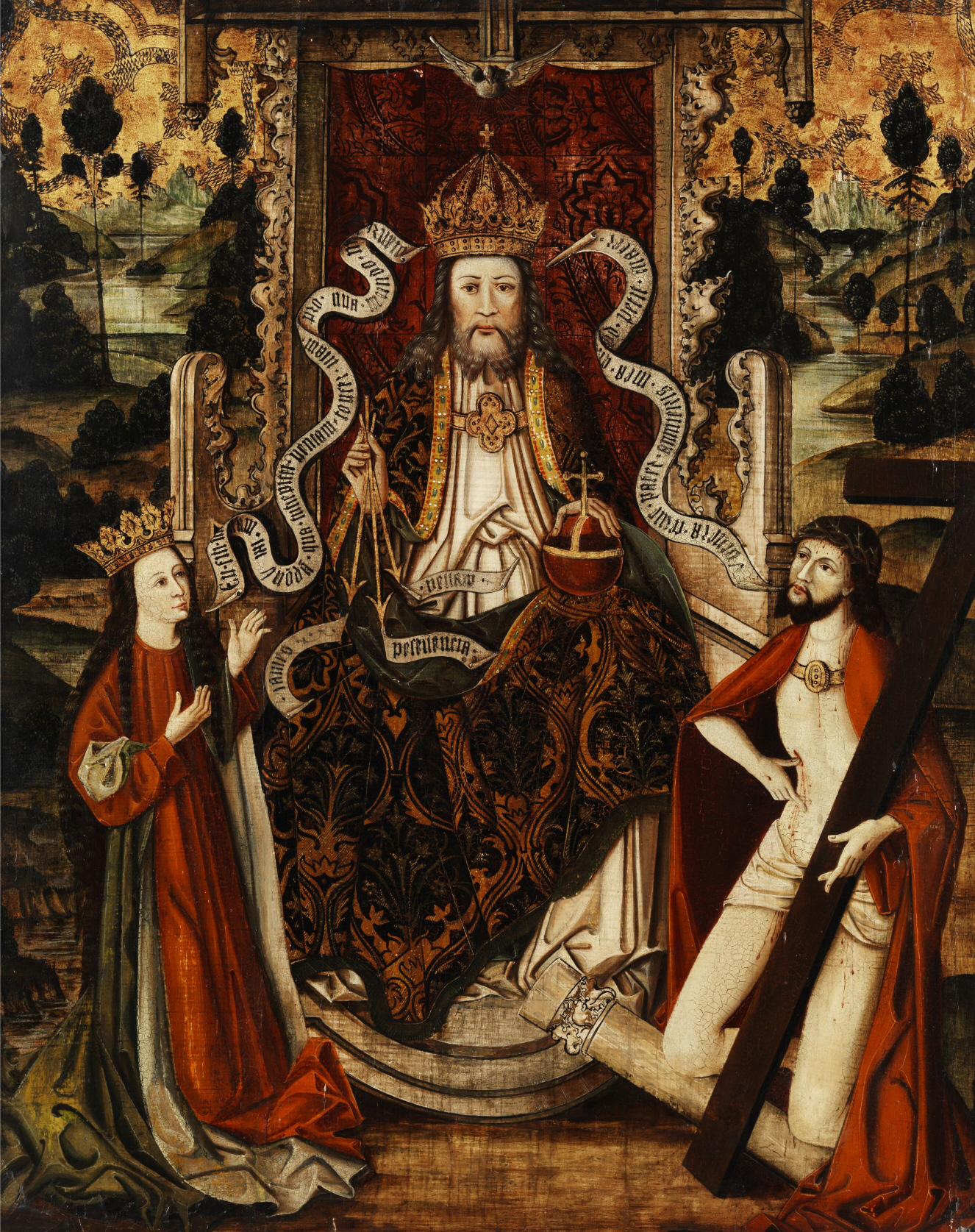
Deus o Pai em um trono, com a Virgem Maria e Jesus, Vestfália, Alemanha, final do século XV.

O Segundo Concílio de Niceia em 787 efetivamente terminou o primeiro período do iconoclasmo bizantino e restaurou a honra de ícones e imagens sagradas em geral. No entanto, isso não se traduziu imediatamente em representações em grande escala de Deus, o Pai. Mesmo os defensores do uso de ícones no século VIII, como São João de Damasco, traçaram uma distinção entre as imagens de Deus Pai e as de Cristo.
Em seu tratado "Sobre as Imagens Divinas", João de Damasco escreveu: "Nos tempos antigos, Deus sem forma ou corpo nunca poderia ser representado. Agora, enquanto Deus é visto em carne conversando com homens, eu faço uma imagem do Deus a quem vejo". Aí, a implicação ´que na medida em que Deus, o Pai ou o Espírito, não  se tornou homem, visível e tangível, imagens e ícones de retratos não podem ser retratados. Então, o que era verdade para a Trindade antes de Cristo é um verdadeiro pai para o [Espírito Santo], mas não para a Palavra. João de Damasco escreveu:

"Se tentarmos fazer uma imagem do Deus invisível, isso seria realmente pecaminoso. É impossível retratar alguém que está sem corpo: invisível, sem ser circunscrito e sem forma."

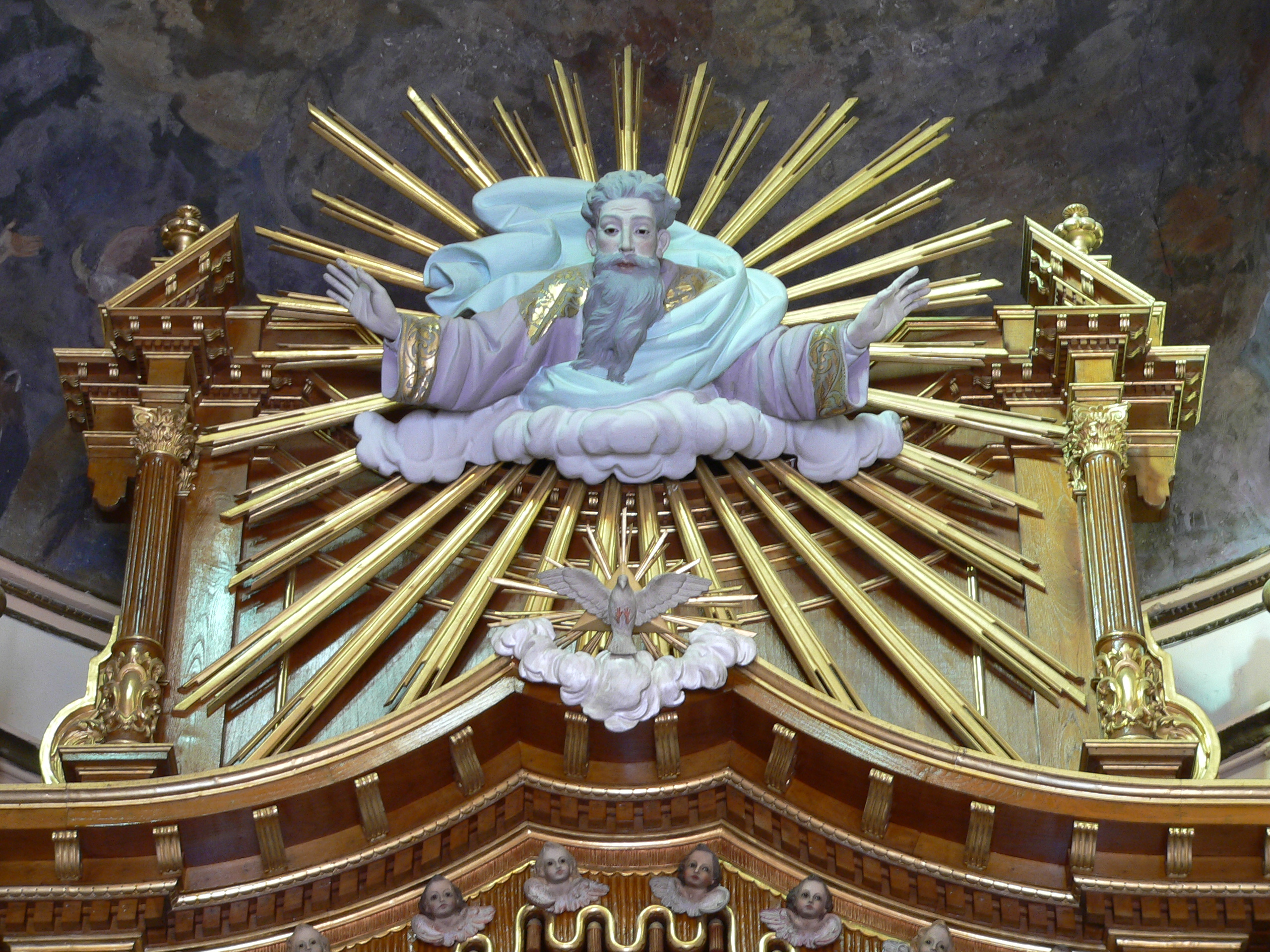
Ermida do Calvário, L'Alcora, Espanha, século XVIII.

Por volta de 790 Carlos Magno ordenou um conjunto de quatro livros que ficaram conhecidos como Libri Carolini (isto é, "livros de Carlos") para refutar o que sua corte entendeu erroneamente serem os decretos iconoclastas do Segundo Concílio de Niceia sobre imagens sagradas. Embora não fossem bem conhecidos durante a Idade Média, esses livros descrevem os elementos-chave da posição teológica católica sobre as imagens sagradas. Para a Igreja Ocidental, imagens eram apenas objetos feitos por artesãos, para serem utilizados para estimular os sentidos dos fiéis, e para serem respeitados em prol do sujeito representado, não em si mesmos.
O Concílio de Constantinopla (considerado ecumênico pela Igreja Ocidental, mas não pela Igreja Ortodoxa Oriental) reafirmou as decisões do Segundo Concílio de Niceia e ajudou a erradicar quaisquer resíduos remanescentes de iconoclasma. Especificamente, seu terceiro cânon exigia que a imagem de Cristo tivesse veneração igual à de um livro do Evangelho:ref>Gesa Elsbeth Thiessen, 2005 Theological aesthetics ISBN 0-8028-2888-4 page 65</ref>

Decretamos que a imagem sagrada de nosso Senhor Jesus Cristo, o libertador e salvador de todos os povos, deve ser venerada com a mesma honra que é dada ao livro dos santos Evangelhos. Pois, como através da linguagem das palavras contidas neste livro, todos podem alcançar a salvação, assim, devido à ação que essas imagens exercem por suas cores, todas sábias e simples, podem tirar proveito delas.

Mas as imagens de Deus Pai não foram abordadas diretamente em Constantinopla em 869. Uma lista de ícones permitidos foi enumerada neste Concílio, mas imagens de Deus Pai não estavam entre elas. No entanto, a aceitação geral de ícones e imagens sagradas começava a criar uma atmosfera na qual Deus, o Pai, poderia ser representado.

## Idade Média e Renascimento

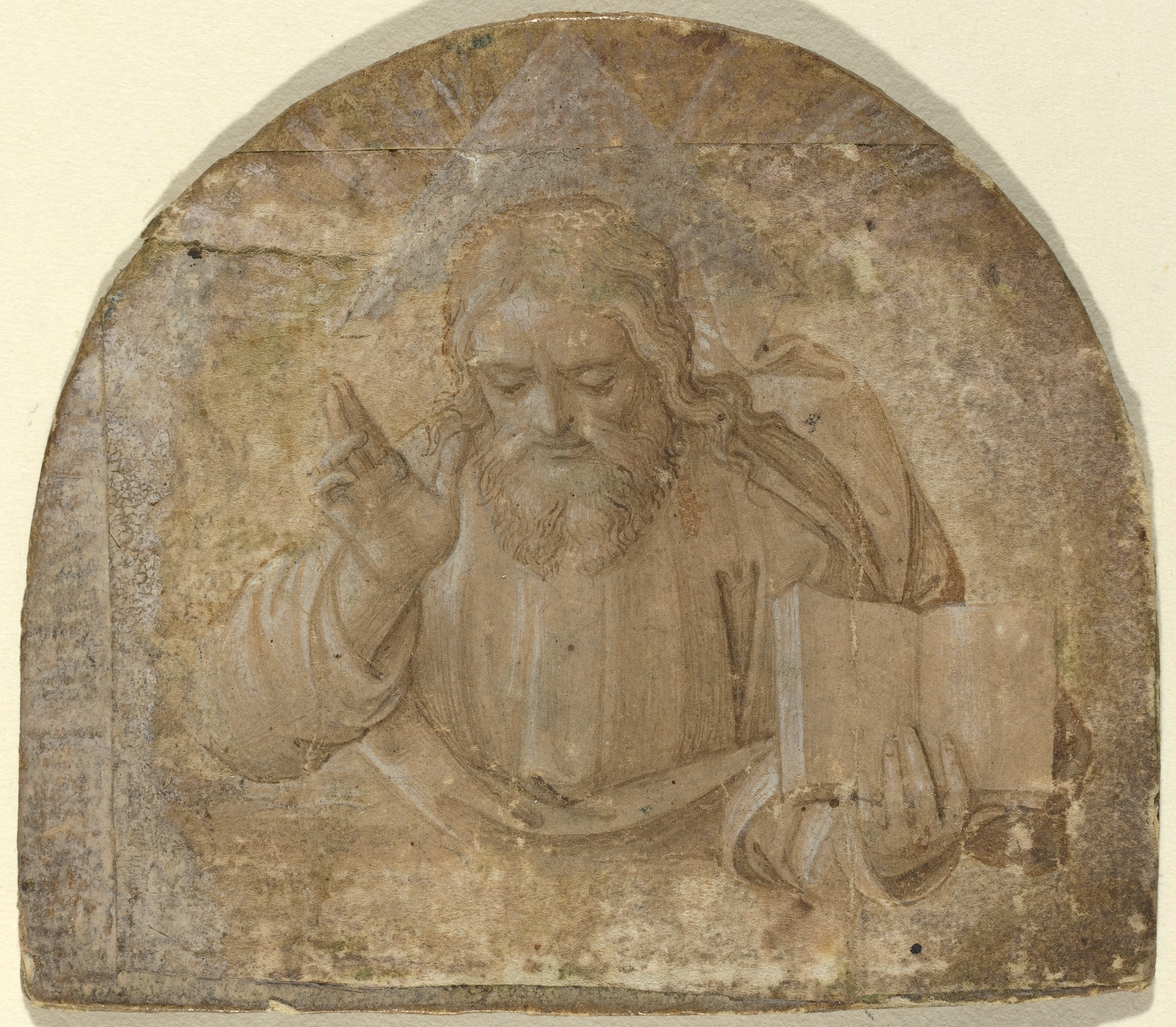
"Deus Pai, com a mão direita levantada em bênção", com um halo triangular representando a Trindade, Girolamo dai Libri ~ 1555.

Antes do século X, nenhuma tentativa foi feita para representar uma imagem separada como uma figura humana completa de Deus o Pai na [arte ocidental. No entanto, a arte ocidental acabou por exigir alguma maneira de ilustrar a presença do Pai, então, através de sucessivas representações um conjunto de estilos artísticos para a representação do Pai em forma humana gradualmente emergiu por volta do século X.
Parece que quando os primeiros artistas planejaram representar Deus Pai, o medo e o temor os restringiram de um delineamento da pessoa como um todo. Normalmente, apenas uma pequena parte poderia ser representada, geralmente a mão, ou às vezes o rosto, mas raramente a pessoa inteira. Em muitas imagens, a figura do Filho suplanta o Pai, então uma porção menor da pessoa do Pai é representada.
Por volta do século XII, representações de Deus, o Pai, começaram a aparecer em manuscritos franceses, que, como uma forma menos pública, podiam frequentemente ser mais aventureiros em sua iconografia, e em janelas de igrejas na Inglaterra. Inicialmente, a cabeça ou busto era geralmente mostrada em alguma forma de moldura de nuvens no topo do espaço da imagem, onde a Mão de Deus havia aparecido anteriormente; o Batismo de Jesus na famosa pia batismal na Igreja de São Bartolomeu (Liège) de Rainer de Huy é um exemplo de 1118 (a Mão de Deus é usado em outra cena). Gradualmente, a quantidade de corpo mostrada pode aumentar para uma figura de meio comprimento, depois para um corpo inteiro, geralmente entronizado, como no afresco de Giotto de c. 1305 em Pádua.   No século XIV, a Bíblia de Nápoles carregava uma representação de Deus Pai na sarça ardente. No início do século XIV, o Très Riches Heures du Duc de Berry tem um número considerável de imagens, incluindo uma figura idosa de corpo inteiro, mas alta e elegante, andando no Jardim do Éden (galeria), que mostram uma considerável diversidade de idades e vestimentas aparentes. Na pintura, "Portões do Paraíso" do Batistério de São João de Florença, feita por Lorenzo Ghiberti em 1425, mostra um padre alto semelhante. O Livro das Horas de Rohan, de cerca de 1430, também incluía representações de Deus Pai em forma humana de meio comprimento, que então estavam se tornando padrão, e a Mão de Deus se tornando mais rara. No mesmo período, outras obras, como o grande Gênesis retábulo do pintor de Hamburgo Meister Bertram, continuaram a usar a antiga representação de Cristo como "Logos" nas cenas de Gênesis. No século XV, houve uma breve moda para descrever todas as três pessoas da Trindade como figuras semelhantes ou idênticas com a aparência usual de Cristo
.

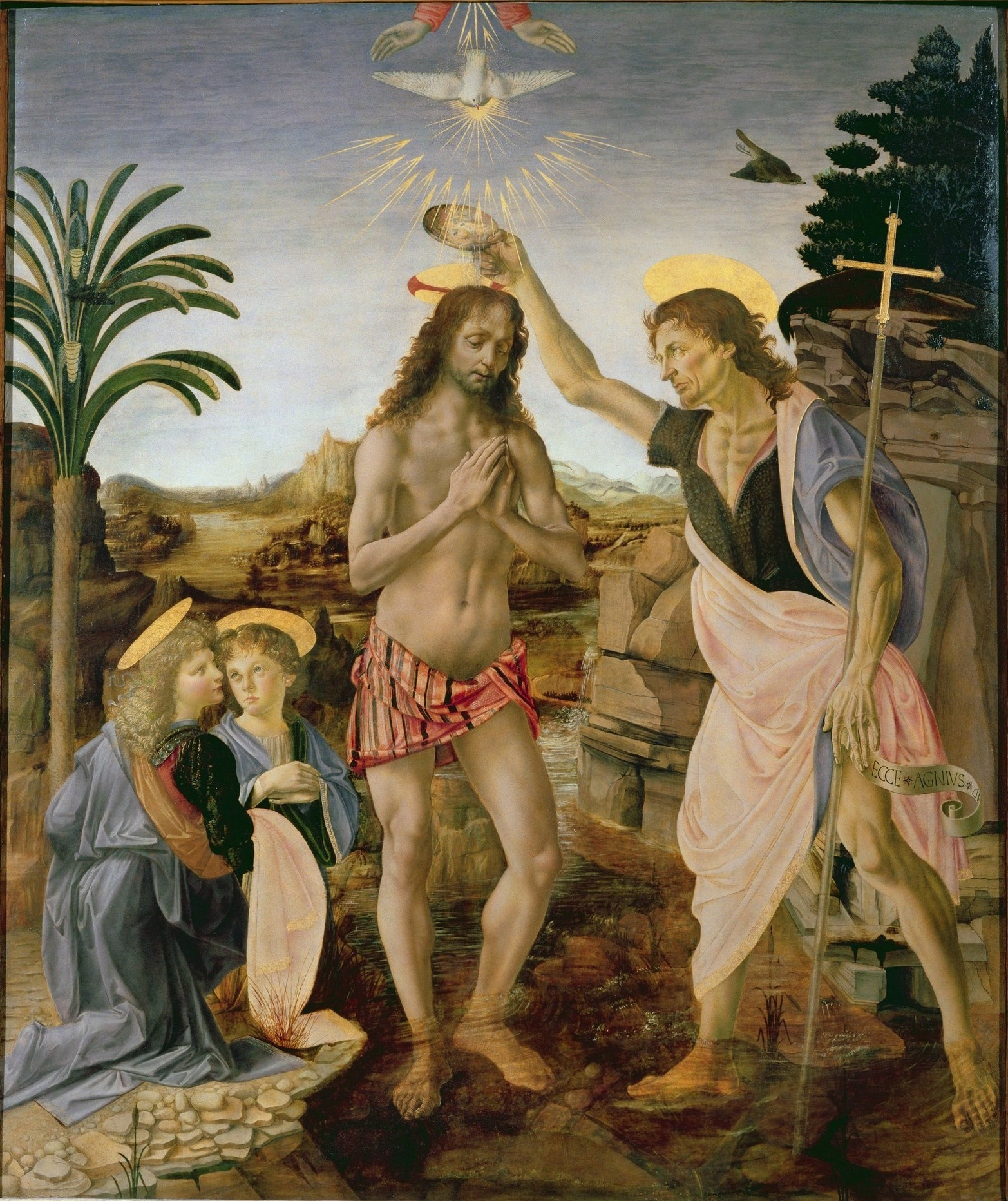
Duas "'Mãos de Deus'" (relativamente incomum) e o Espírito Santo como uma pomba no O Batismo de Cristo de Verrocchio, 1472.

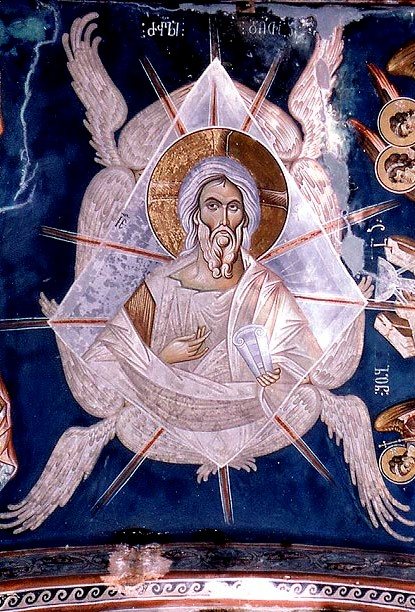
"O Ancião dos Dias", um afresco do século XIV de Ubisi, Geórgia

Numa antiga escola veneziana "Coroação da Virgem" "por Giovanni d'Alemagna e Antonio Vivarini, (~ 1443) o Pai é mostrado na representação consistentemente usada por outros artistas mais tarde, ou seja, como um patriarca, com semblante benigno, mas poderoso e com longos cabelos brancos e uma barba, uma representação largamente derivada e justificada pela descrição do Ancião dos Dias no Antigo Testamento, a abordagem mais próxima de uma descrição física de Deus nesse Testamento:
. ... o Ancião de Dias estava sentado, sua veste era branca como a neve, e os cabelos de sua cabeça eram como a lã pura: seu trono era como a chama ardente e suas rodas como fogo ardente. (Livro de Daniel 7: 9)) 
Na Anunciação de Benvenuto di Giovanni de 1470, Deus o Pai é retratado com manto vermelho e um chapéu que se assemelha ao de um Cardeal. No entanto, mesmo na fase final do século XV, a representação do Pai e do Espírito Santo como "mãos e pombos" continuou, por exemplo em O Batismo de Cristo de Verrocchio em 1472.
Em pinturas renascentistas da adoração da Trindade, Deus pode ser descrito de duas maneiras, seja com ênfase no Pai, seja nos três elementos da Trindade. A representação mais comum da Trindade na arte renascentista retrata Deus Pai como um homem velho, geralmente com uma longa barba e aparência patriarcal, às vezes com um halo triangular (como uma referência à Trindade), ou com uma tiara papal, especialmente na pintura renascentista do norte. Nestas representações, o Pai pode segurar um globo ou livro. Ele está por trás e acima de Cristo na cruz na iconografia Trono da Misericórdia. Uma pomba, o símbolo do Espírito Santo pode pairar acima. Várias pessoas de diferentes classes da sociedade, por ex. reis, papas ou mártires podem estar presentes na foto. Em uma Trinitária Pietà, Deus o Pai é frequentemente mostrado usando uma vestimenta e uma tiara papais, apoiando o Cristo morto em seus braços. Eles flutuam no céu com anjos que carregam os instrumentos da Paixão.
O orbe, ou o globo do mundo, raramente é mostrado com as outras duas pessoas da Trindade e é quase exclusivamente restrito a Deus, o Pai, mas não é um indicador definido, uma vez que às vezes é usado em representações de Cristo. Um livro, embora frequentemente representado só com o Pai, não é um indicador do Pai e também é usado com Cristo.

## Renascimento ao Barroco
As representações de Deus Pai e da Trindade foram condenadas pelos protestantes e dentro do catolicismo, pelos movimentos do jansenismo e do baianismo, bem como pelos teólogos mais ortodoxos. Tal como acontece com outros ataques à imaginação católica, isso teve o efeito de reduzir o apoio da Igreja às representações menos centrais e fortalecê-la para as principais. Na Igreja Ocidental, a pressão para restringir imagens religiosas resultou nos decretos altamente influentes da sessão final do Concílio de Trento em 1563. Os decretos do Concílio de Trento confirmaram a doutrina católica tradicional de que apenas imagens representava a pessoa representada, e que a veneração a eles era paga à pessoa, não à imagem.
Representações artísticas de Deus Pai foram incontroversas na arte católica depois disso, mas representações menos comuns da Trindade foram condenadas. Em 1745, o Papa Bento XIV apoiou explicitamente a representação do Trono da Misericórdia, referindo-se ao "Ancião dos Dias", mas em 1786 ainda era necessário para o Papa Pio VI emitir uma bula papal condenando a decisão de um conselho da igreja italiana de remover todas as imagens da Trindade das igrejas.

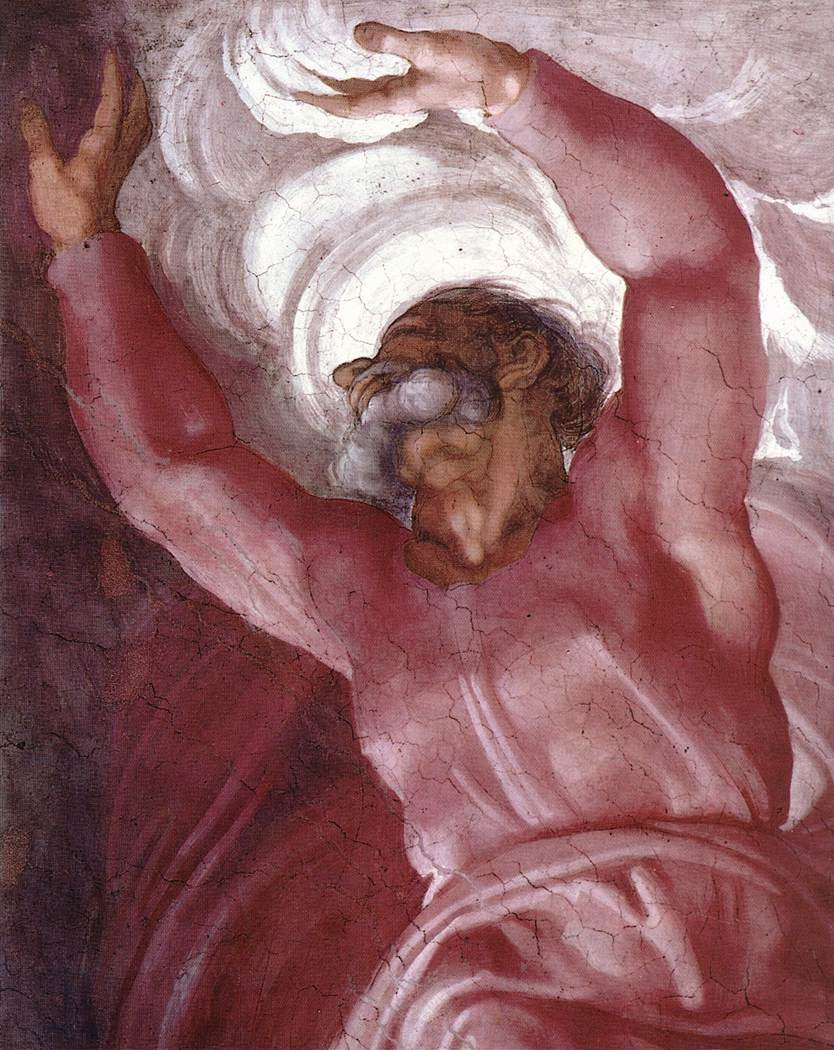
Separação da Luz da Escuridão, de Michelangelo, ~ primeira metade de 1512.

Deus, o Pai, aparece em várias cenas do Gênesis no teto da Capela Sistina, mais notoriamente "A Criação de Adão", onde Deus Pai é representado como uma figura poderosa, flutuando nas nuvens em Assunção da Virgem (Ticiano) no Frari de Veneza , muito admirado como uma obra-prima da arte da Alta Renascença.  A Igreja de Jesus em Roma inclui várias representações do século XVI de Deus o Pai. Em algumas dessas pinturas, a Trindade ainda é aludida em termos de três anjos, mas Giovanni Battista Fiammeri também descreveu Deus o Pai andando sobre uma nuvem, acima das cenas..
Tanto nas pinturas do Julgamento Final como na Coroação da Virgem'  de Rubens o artista ele descreveu Deus, o Pai, na forma que até então se tornara amplamente aceita, como um homom barbudo, uma figura patriarcal. No século XVII, os dois artistas espanhóis Diego Velázquez (cujo sogro Francisco Pacheco estava encarregado da aprovação de novas imagens para a Inquisição) e Bartolomé Esteban Murillo descreveu Deus o Pai como uma figura patriarcal com uma barba branca usando um manto de púrpura.
Enquanto as representações de Deus Pai cresciam na Itália, Espanha, Alemanha e Países Baixos, houve resistência em outras partes da Europa, mesmo durante o século XVII. Em 1632, a maioria dos membros da Star Chamber da Inglaterra (com exceção do Arcebispo de York) condenou o uso das imagens da Trindade nas janelas da igreja, e alguns os consideraram ilegais. Mais tarde no século XVII Sir Thomas Browne escreveu que considerava a representação de Deus o Pai como um homem velho "um ato perigoso" que poderia levar ao simbolismo egípcio. Em 1847, Charles Winston ainda criticava tais imagens como uma "tendência romanista" (um termo usado para se referir a católicos romanos) que ele considerava que deveria se evitada na Inglaterra.
Em 1667, o capítulo 43 do Sínodo de Moscou de 1666-1667 incluiu especificamente a proibição de várias representações de Deus Pai e do Espírito Santo, que então também resultaram em toda uma série de outros ícones sendo colocados na lista proibida, afetando principalmente representações ao estilo ocidental que vinham ganhando terreno em ícones ortodoxos. O Concílio também declarou que a pessoa da Trindade que era o "Ancião dos Dias" era Cristo, como "Logos", e não Deus o Pai. No entanto, alguns ícones continuaram a ser produzidos na Rússia, bem como na Grécia, Romênia e outros países ortodoxos.

## Galeria de arte

### Século XV

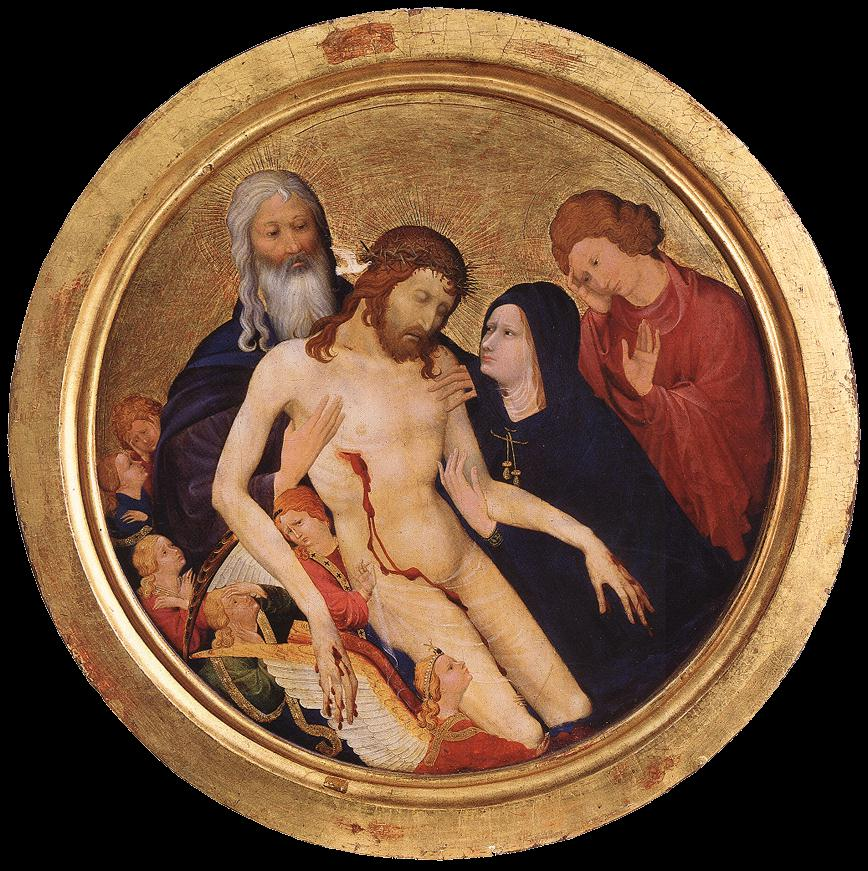
Pietà com Deus o Pai e o pombo do Espírito Santo, Jean Malouel 1400-1410
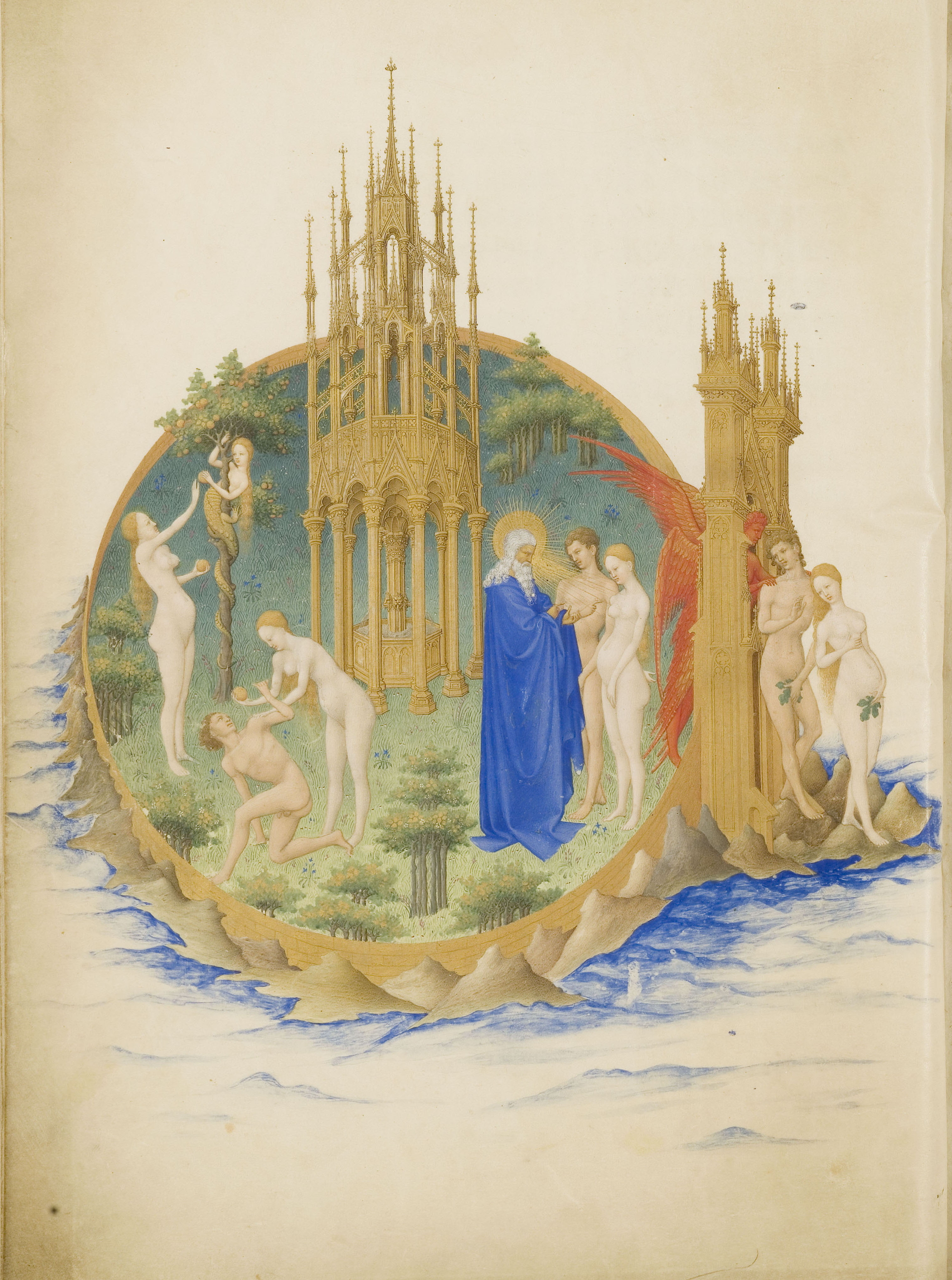
Limbourg Brothers, 1410–15, em Très Riches Heures du Duc de Berry
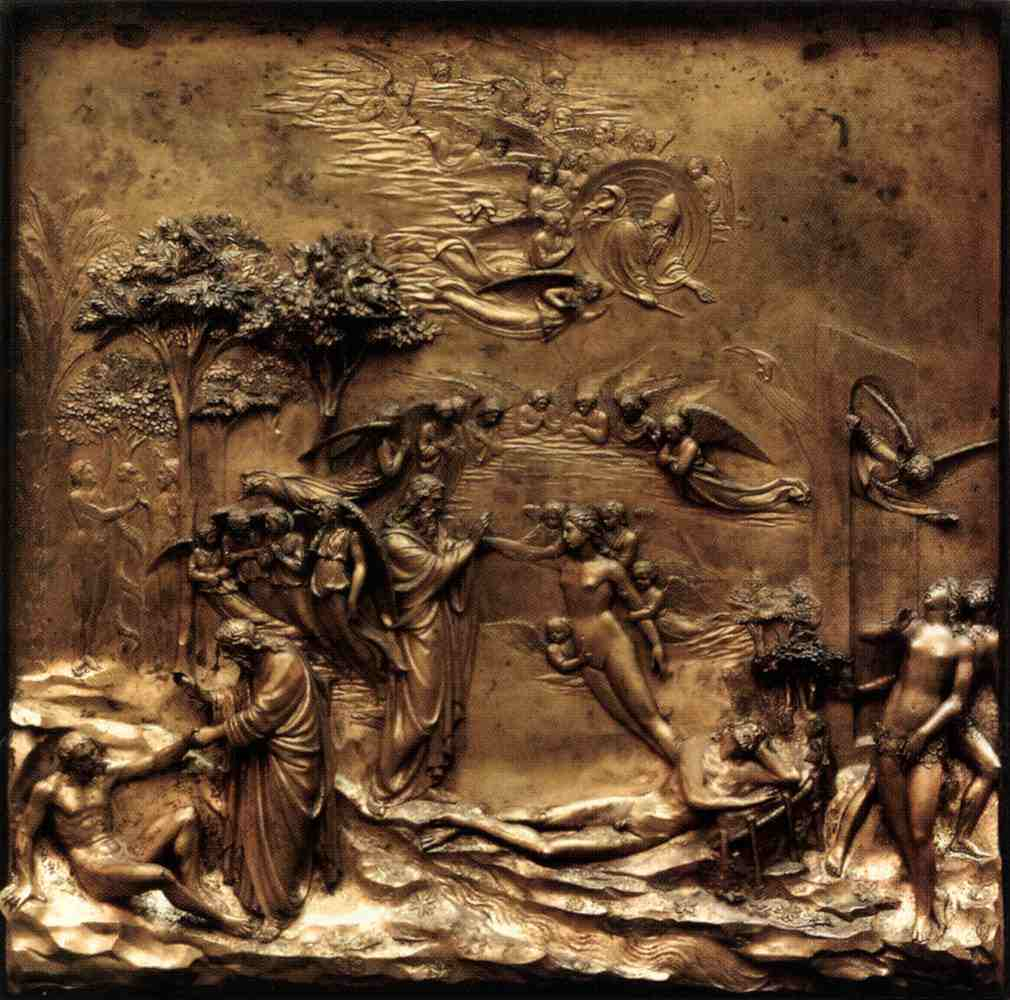
Creation of Adam and Eve, Lorenzo Ghiberti, ~1425, Batistério de São João, Florença
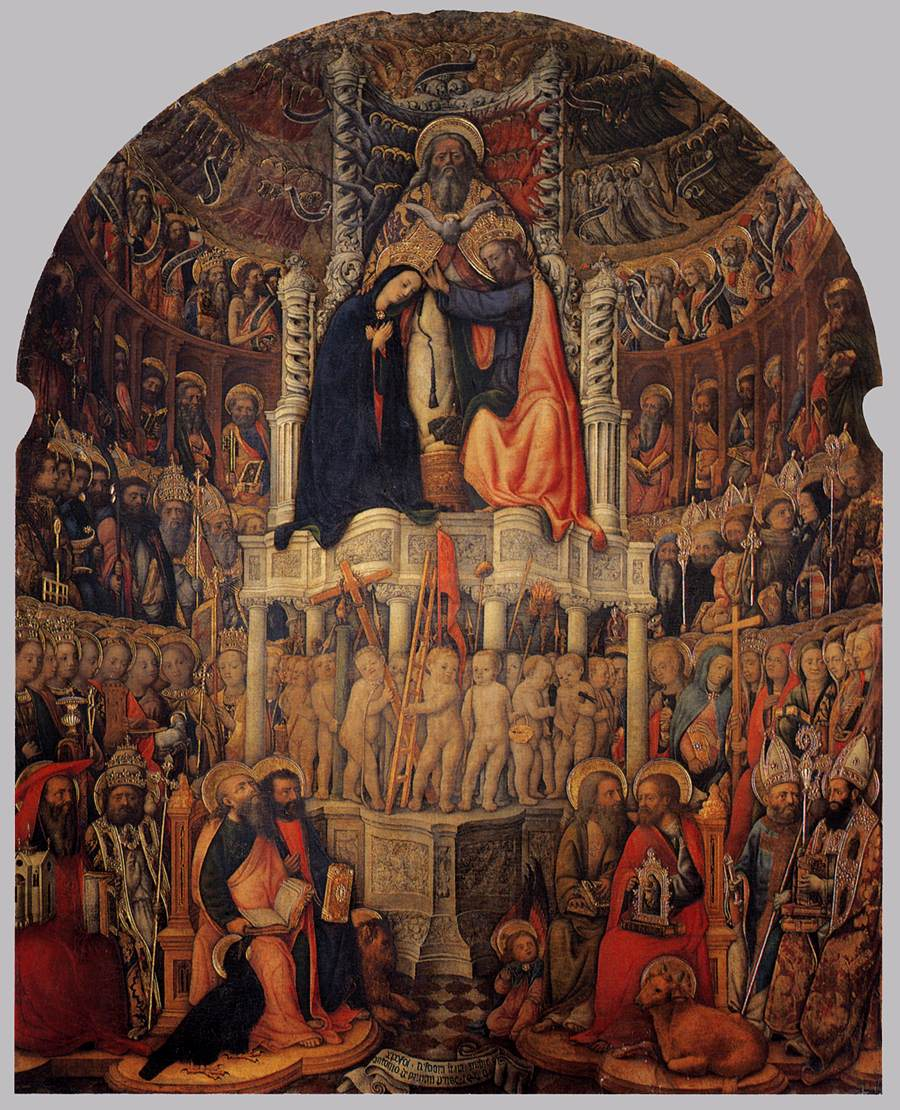
Giovanni d'Alemagna e Antonio Vivarini, c. 1443
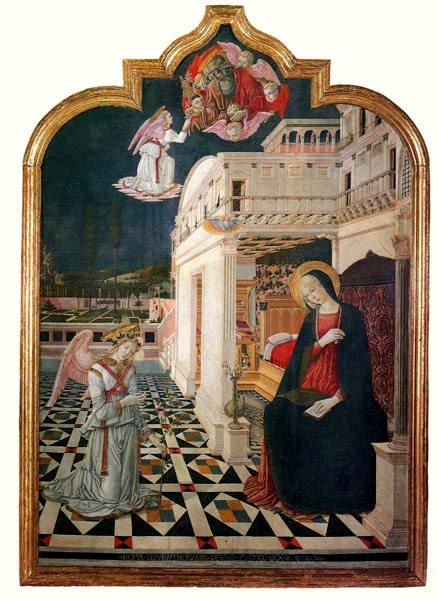
Benvenuto di Giovanni, 1470
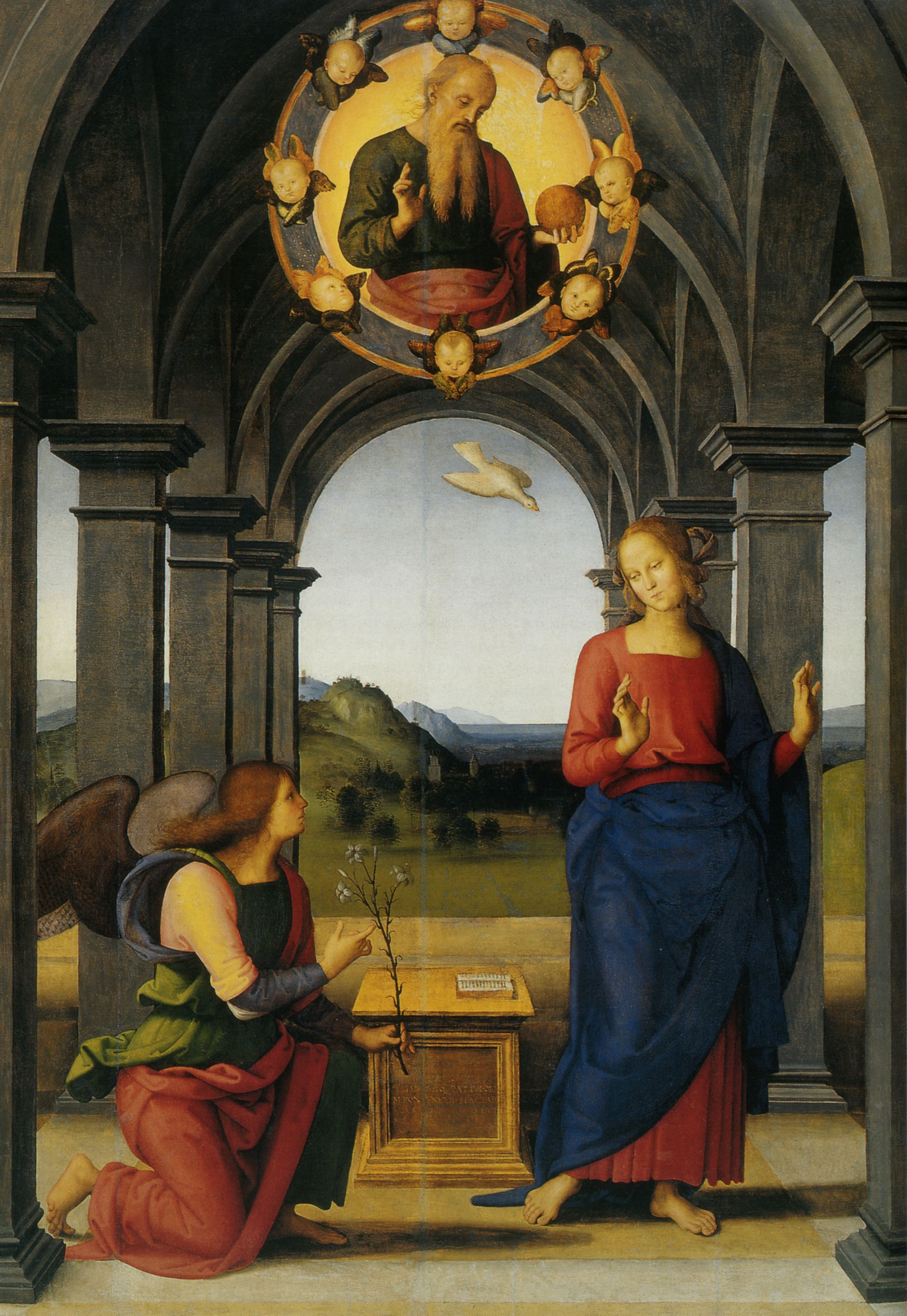
Pietro Perugino, Anunciação, 1489
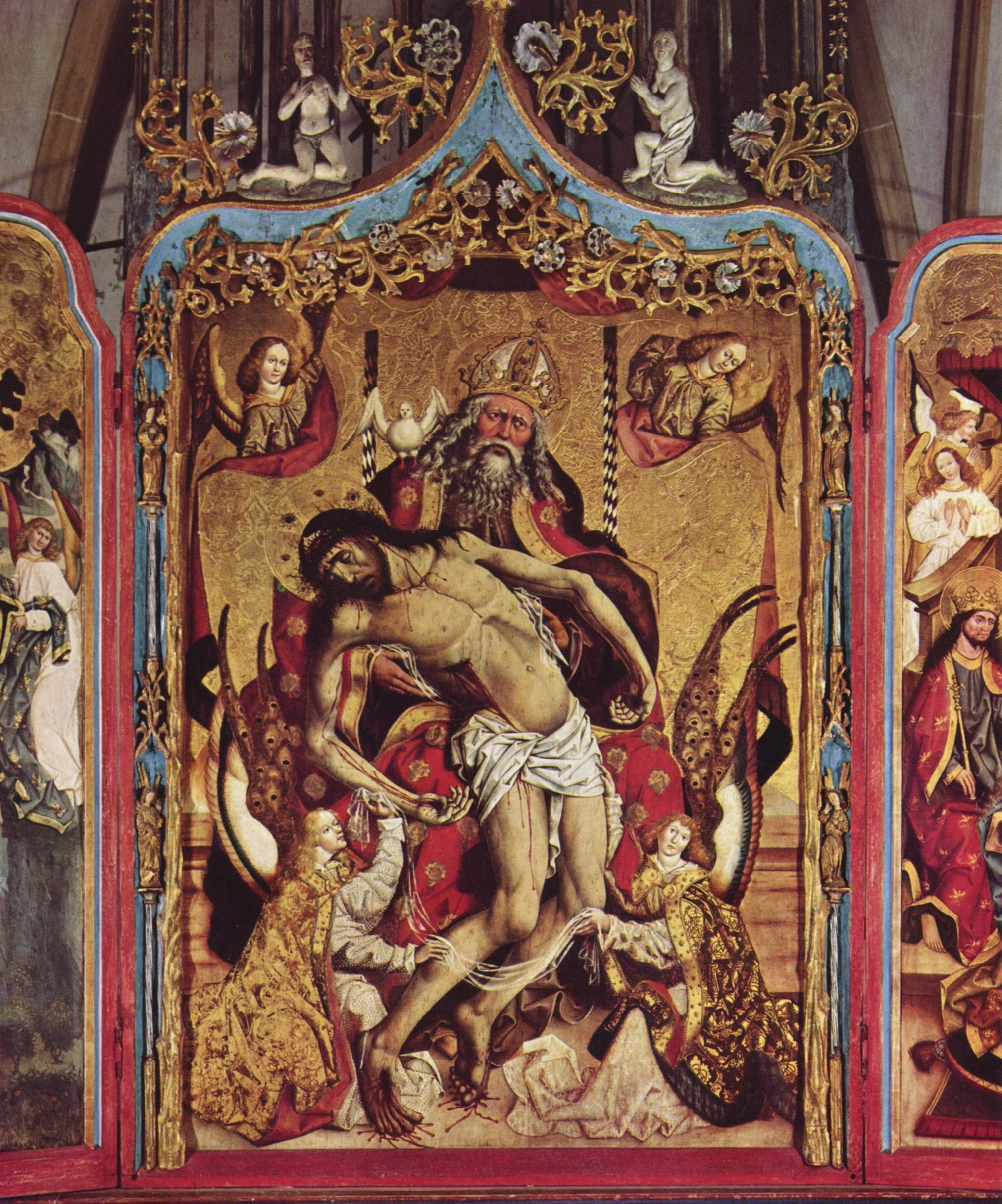
Gottes Not, uma Pietà alemã – como variante do Trono da Misericórdia, Jan Polack, 1491
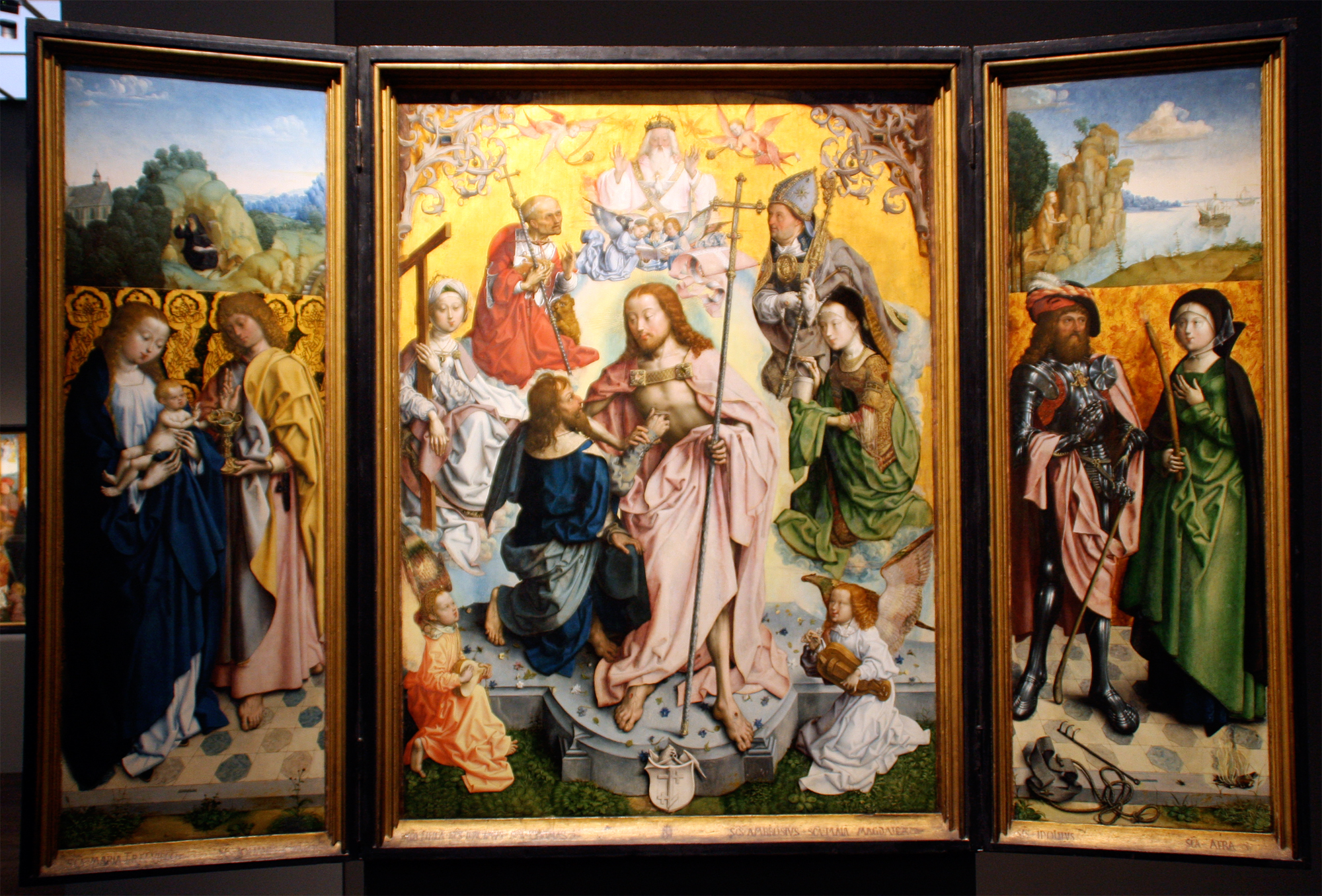
Mestre do Altar de São Bartolomeu, 1495

### Século XVI

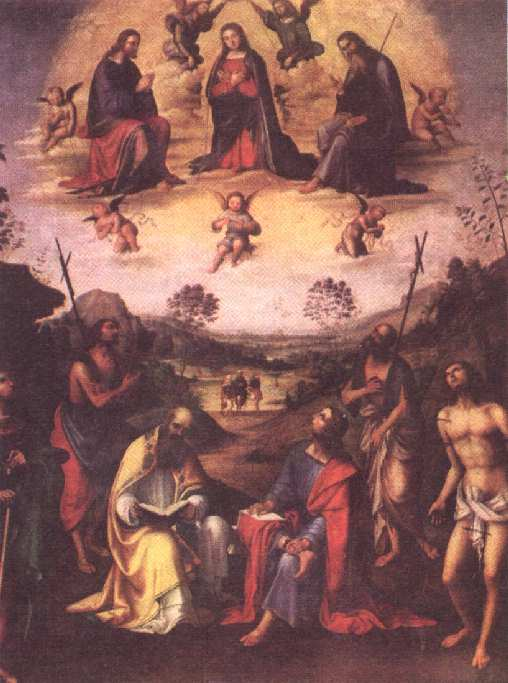
Lorenzo Costa, Coroação da Virgem e dos Santos, 1501
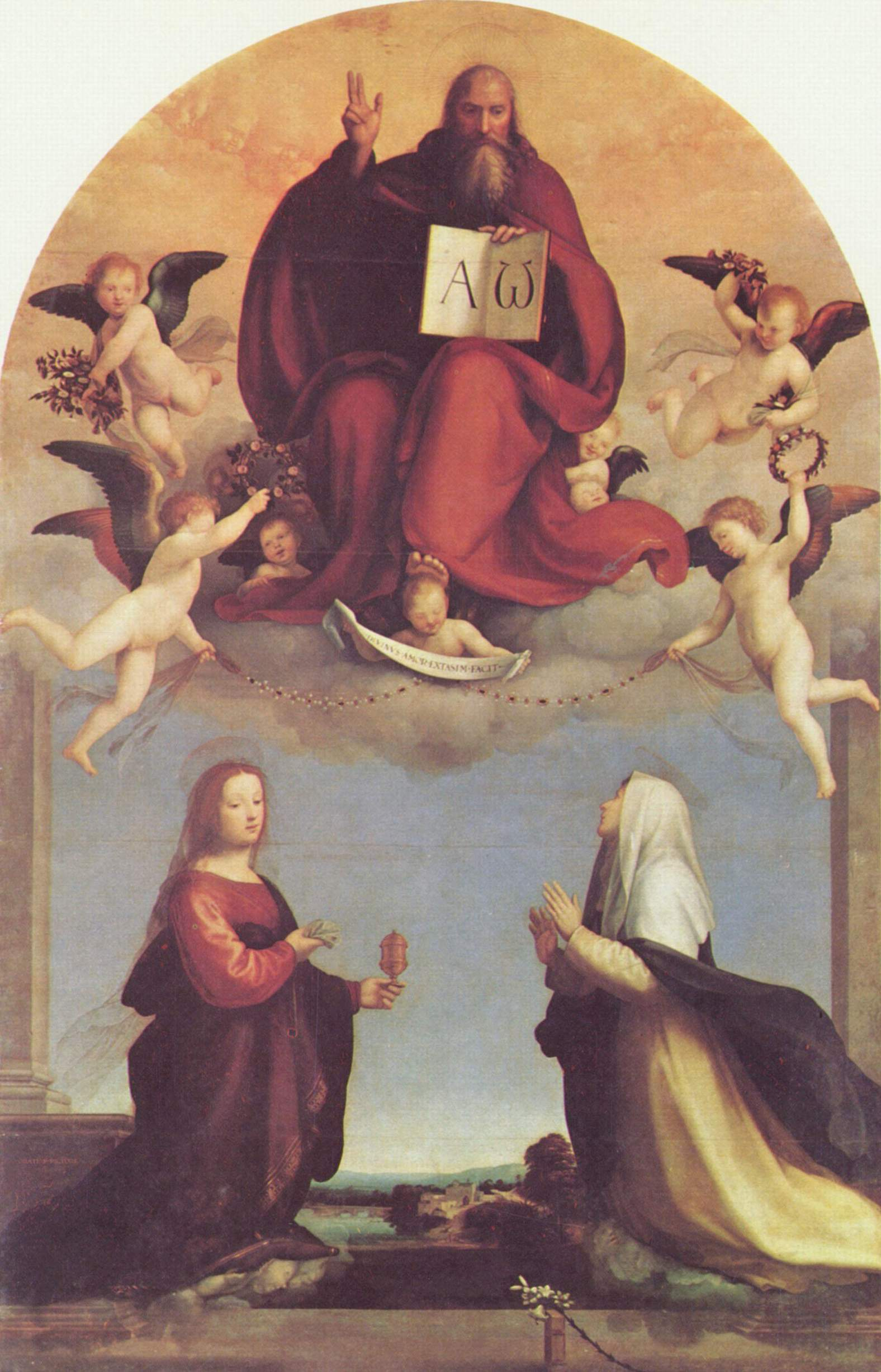
Fra Bartolomeo, 1509
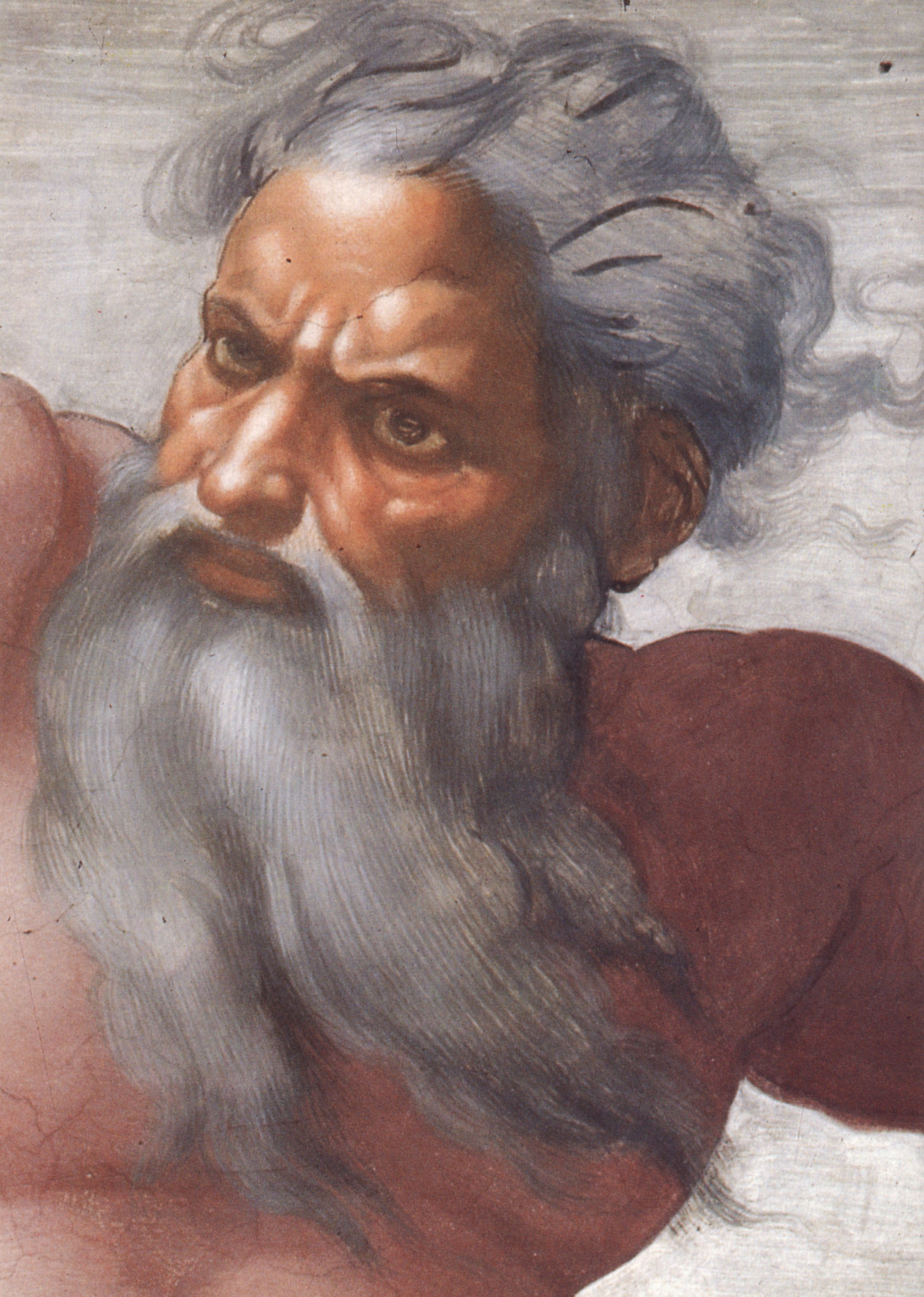
Michelangelo, Criação do Sol de da Lua (detalhe), 1511
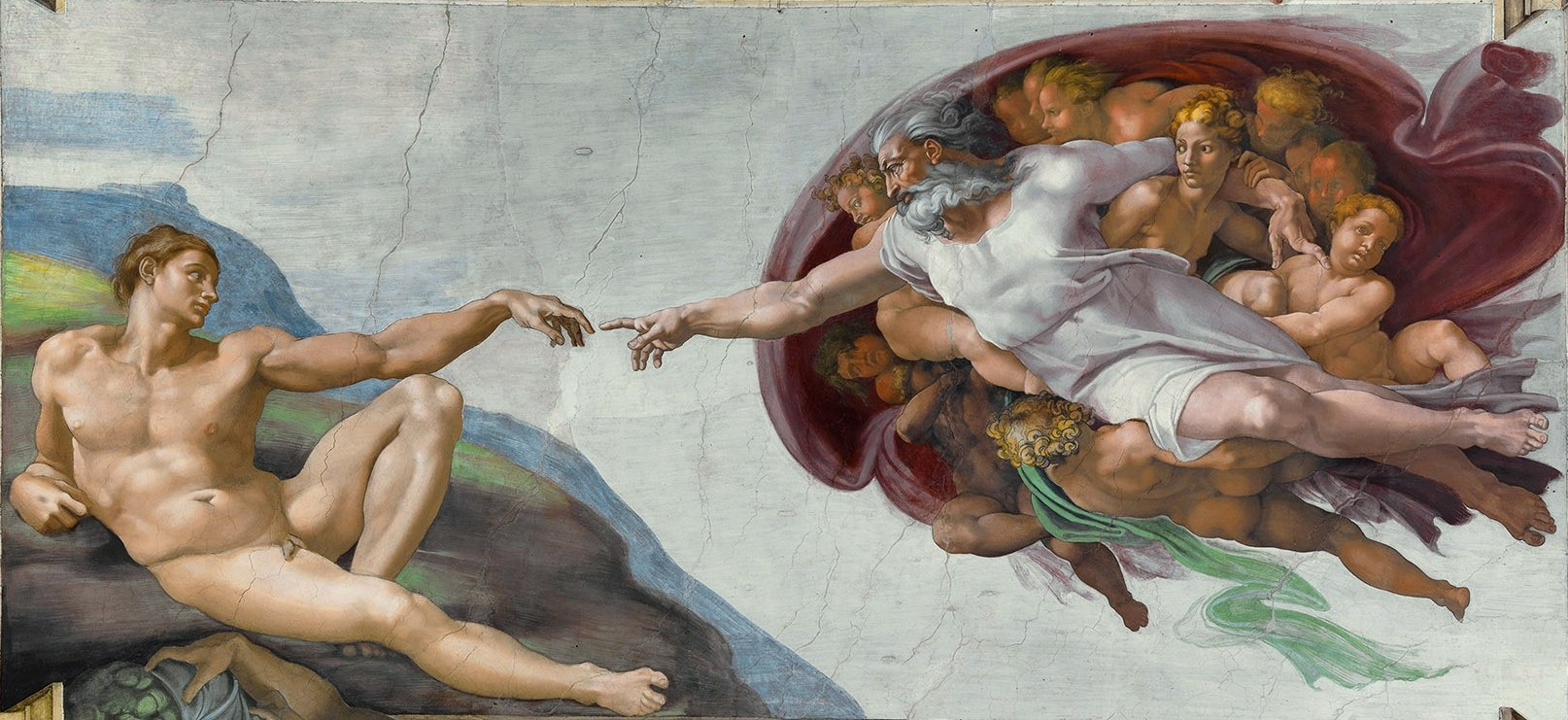
Michelangelo, Criação de Adão, 1511
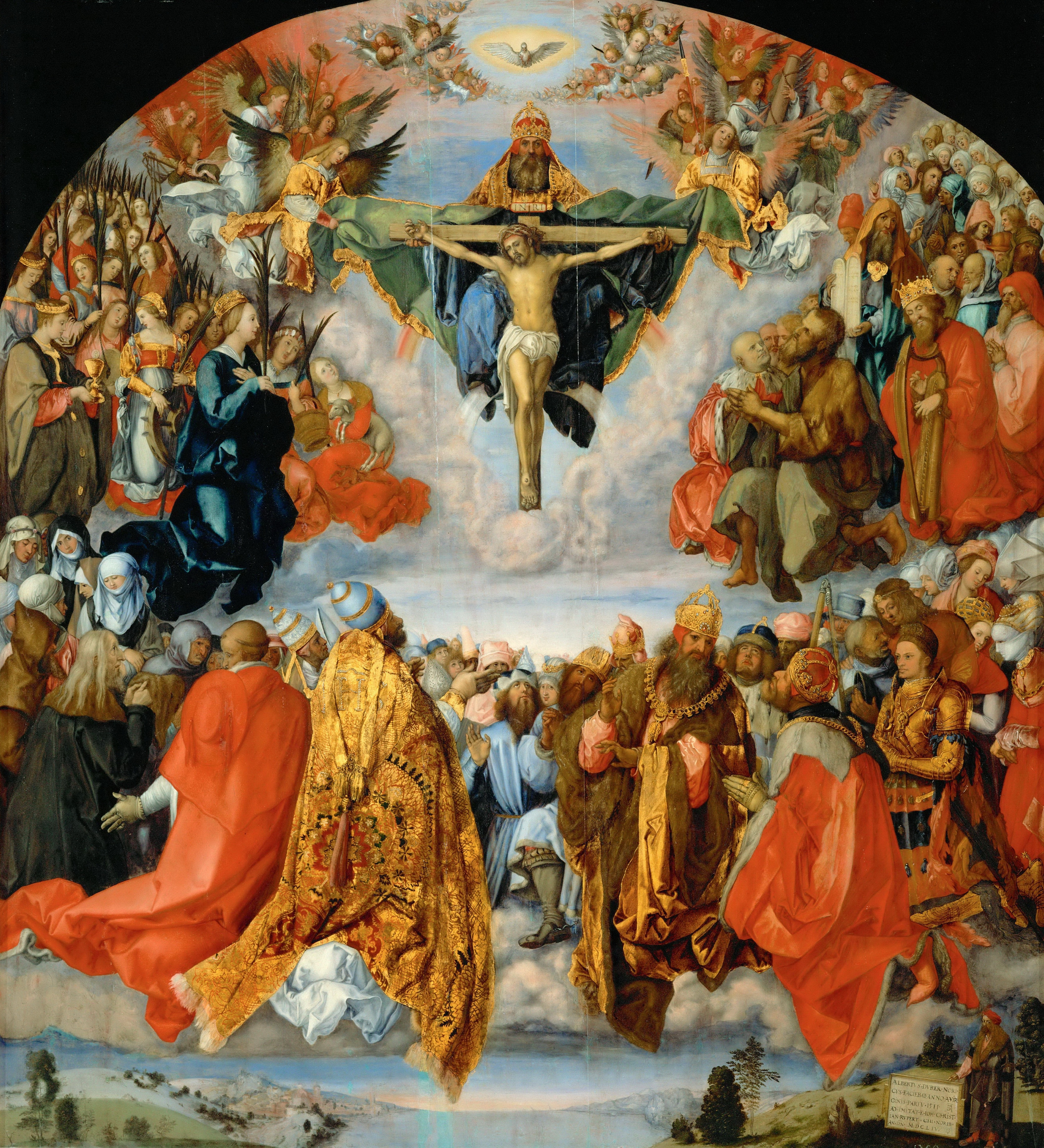
Albrecht Dürer, 1511
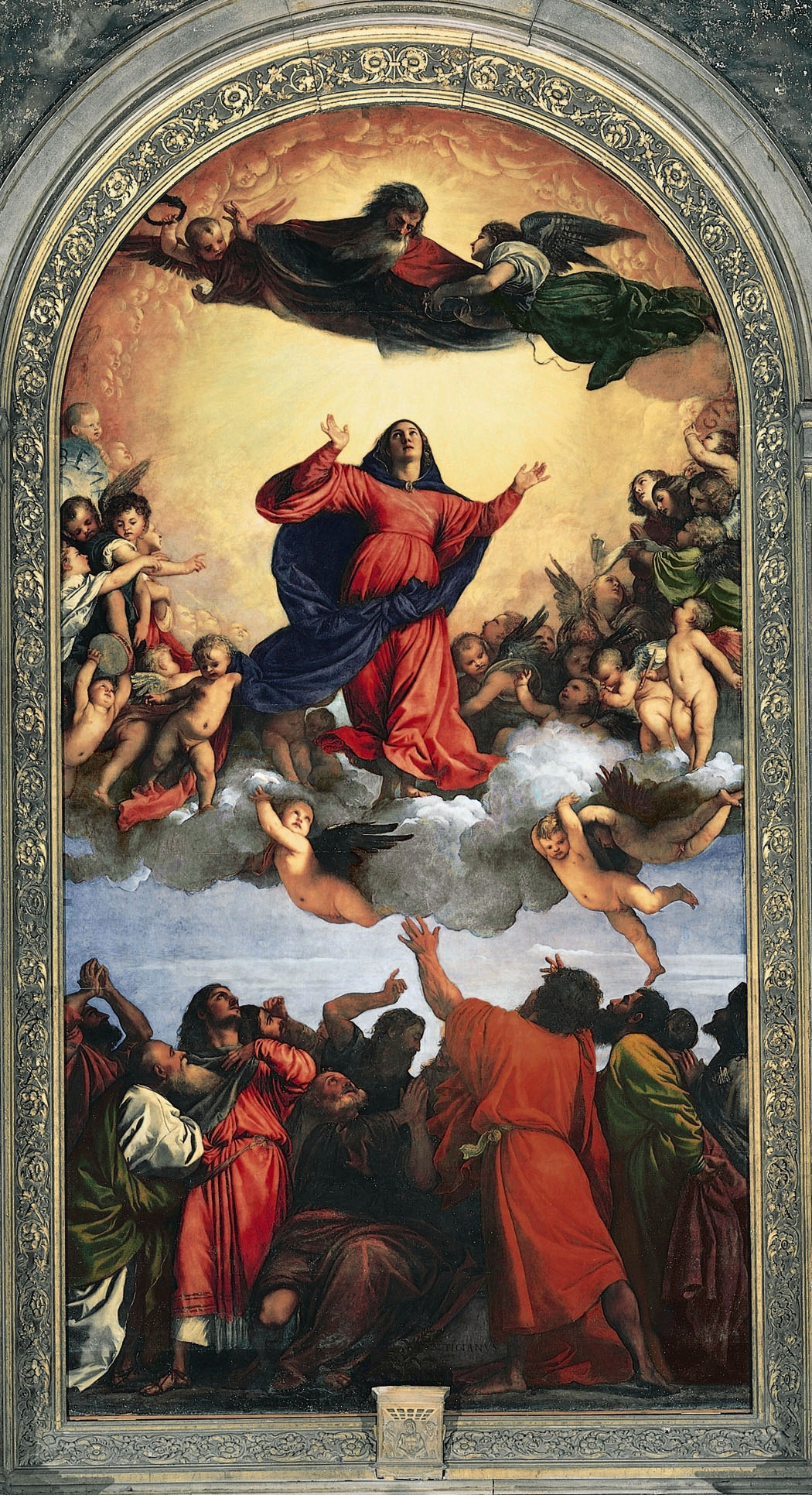
Titian's Assunção de Maria, 1516–1518
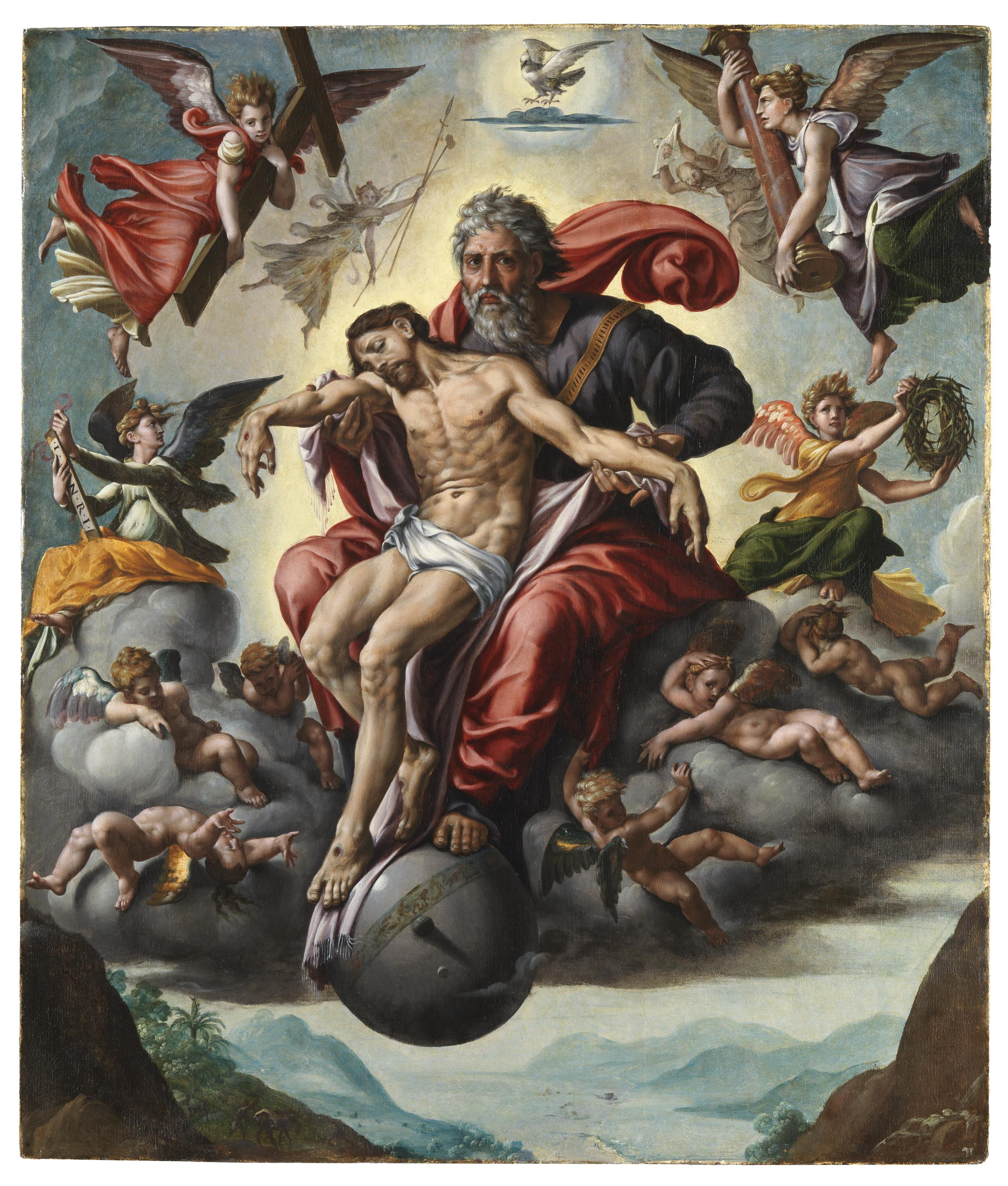
Jan Cornelisz Vermeyen, século XVI
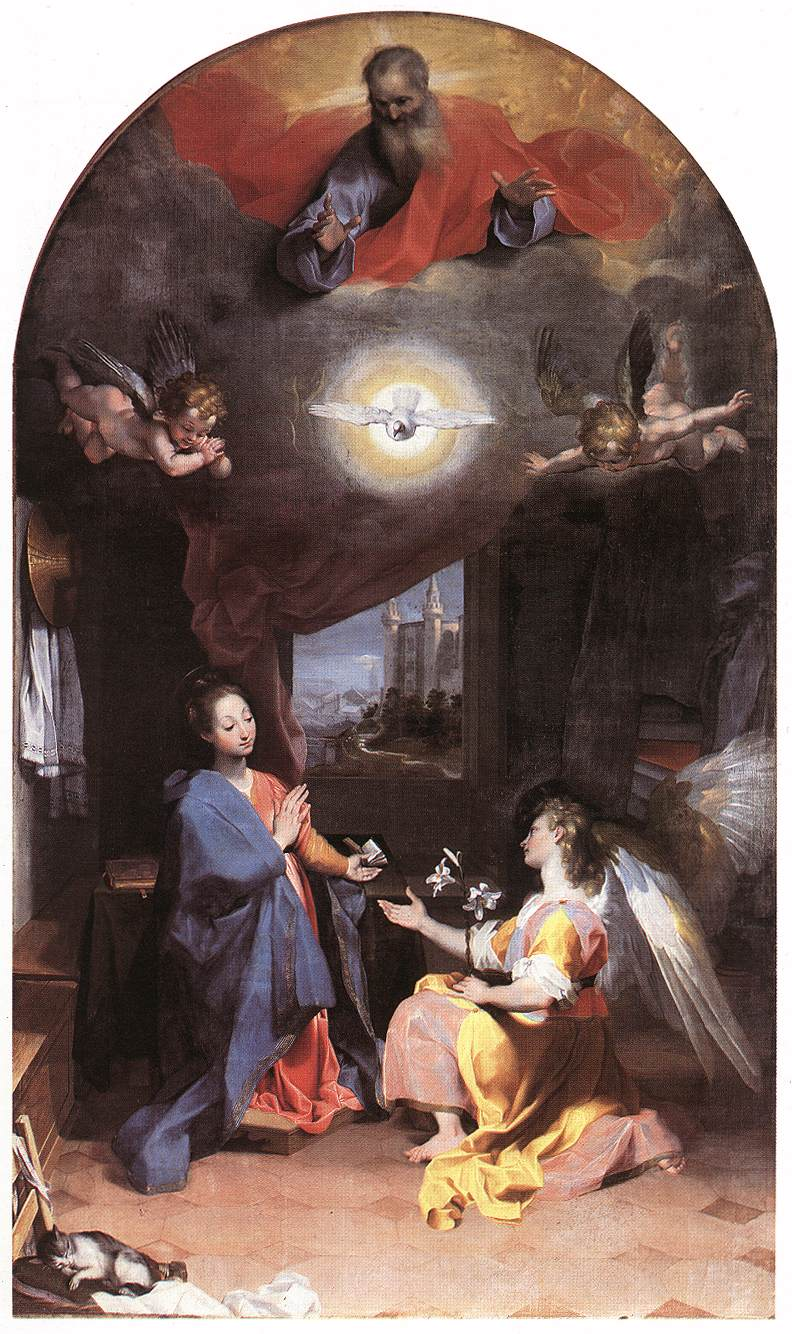
Federico Barocci, Anunciação, 1592

### Século XVII

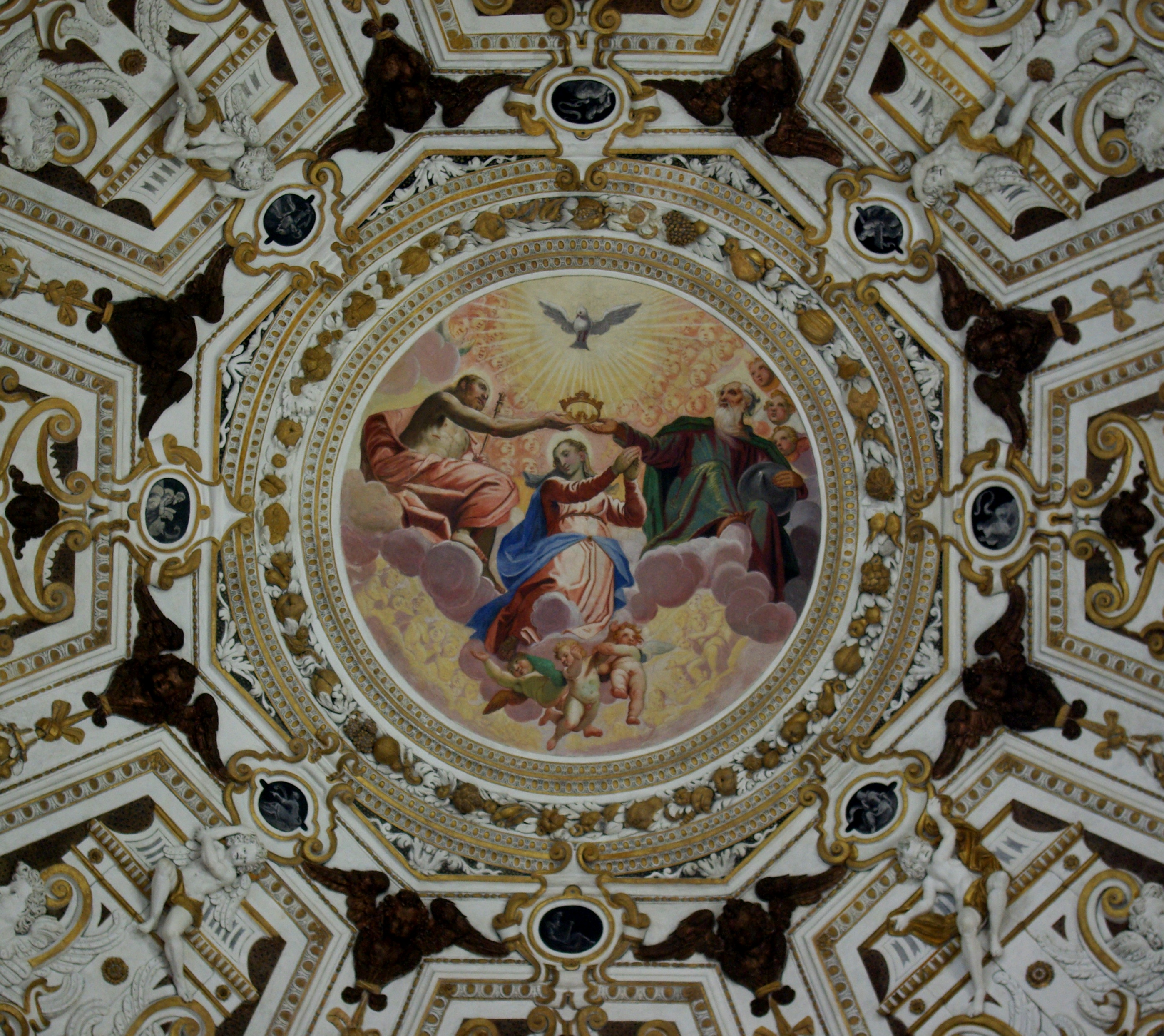
Riva del Garda, Itália 1603-1636
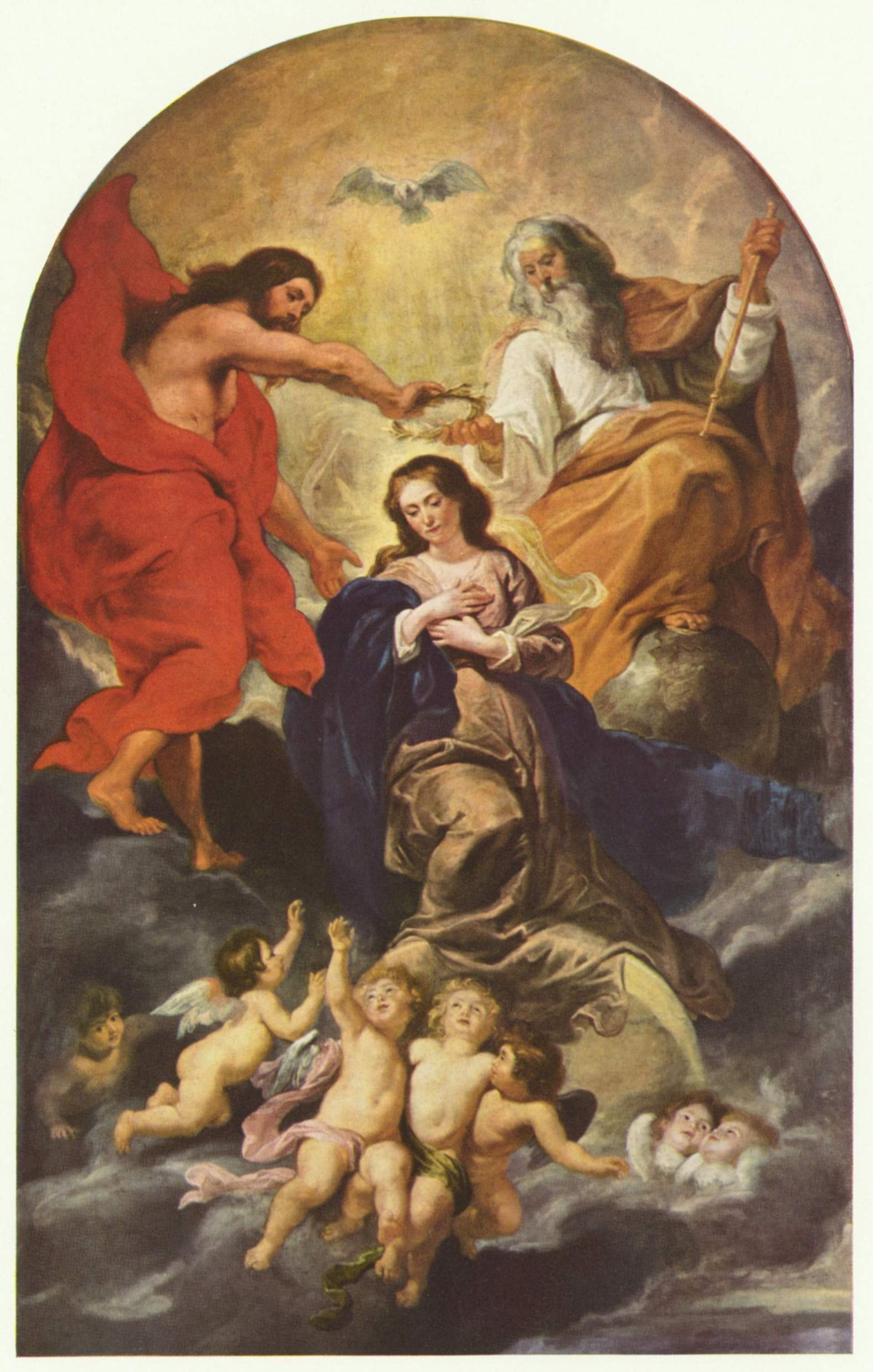
Coroação da Virgem Rubens, início século XVII
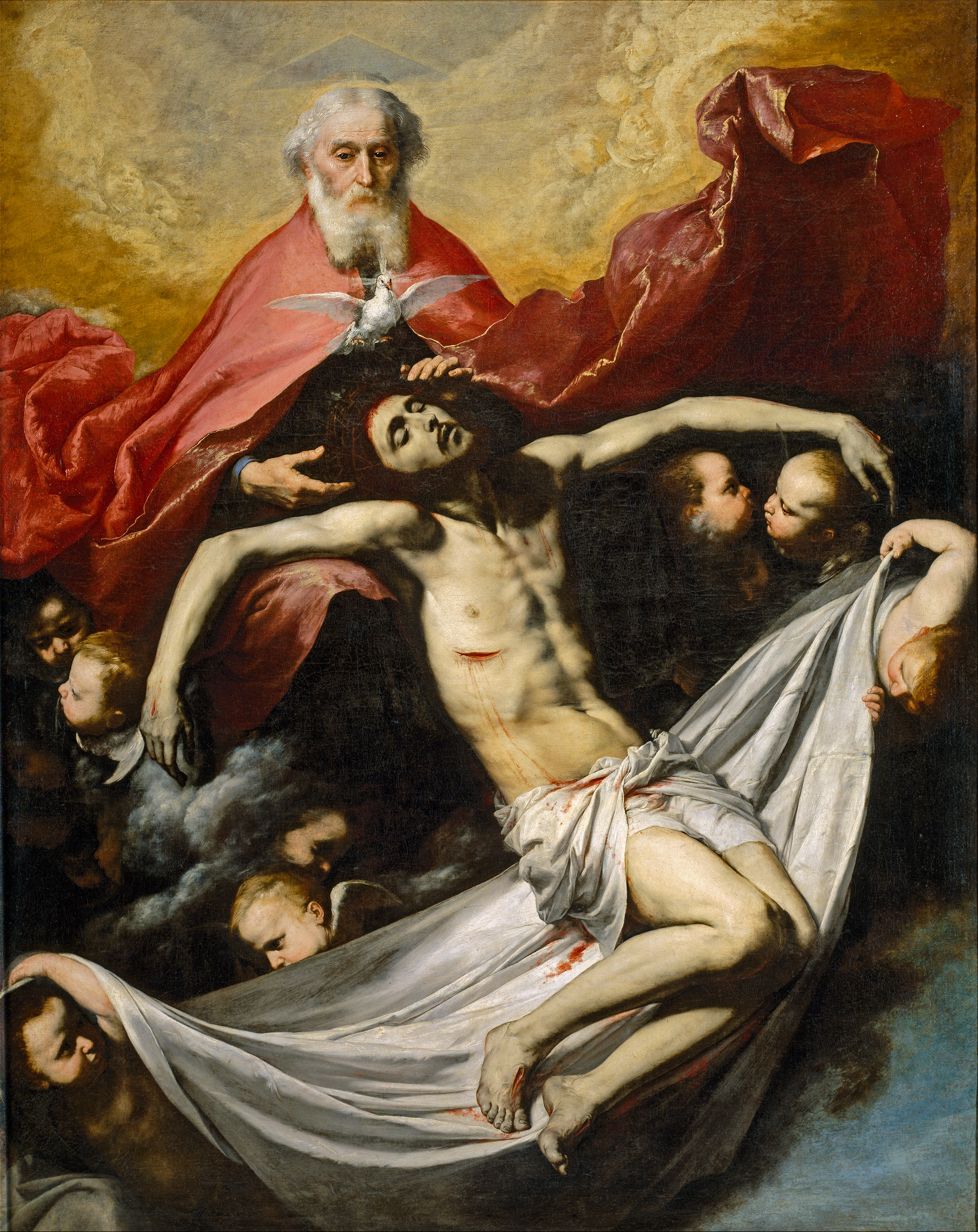
José de Ribera, 1635
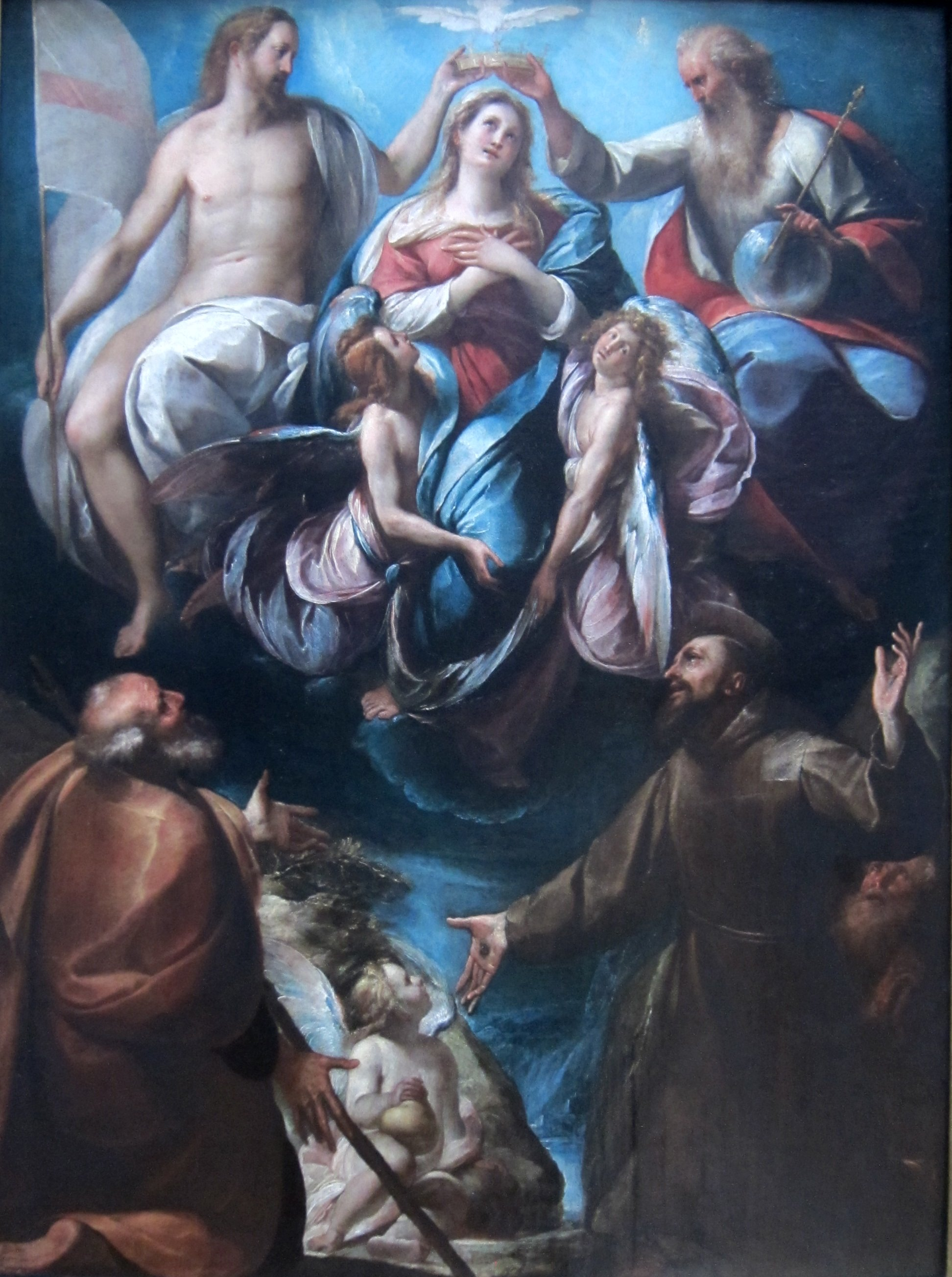
Giulio Cesare Procaccini, Coroação da Virgem, século XVII
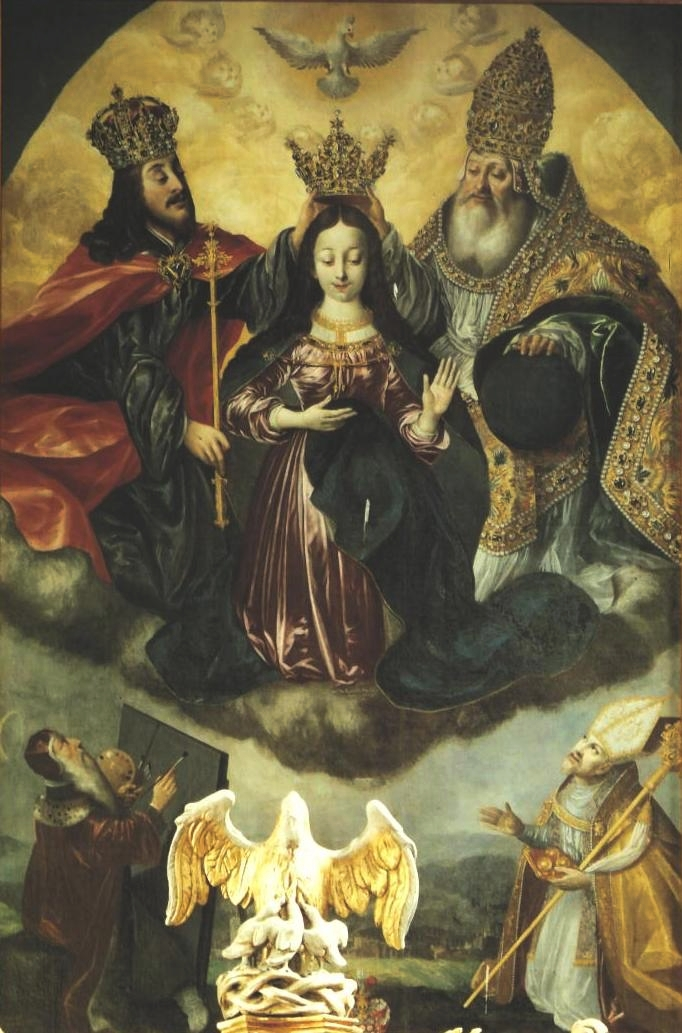
Bartholomeus Strobel, Polônia, 1643
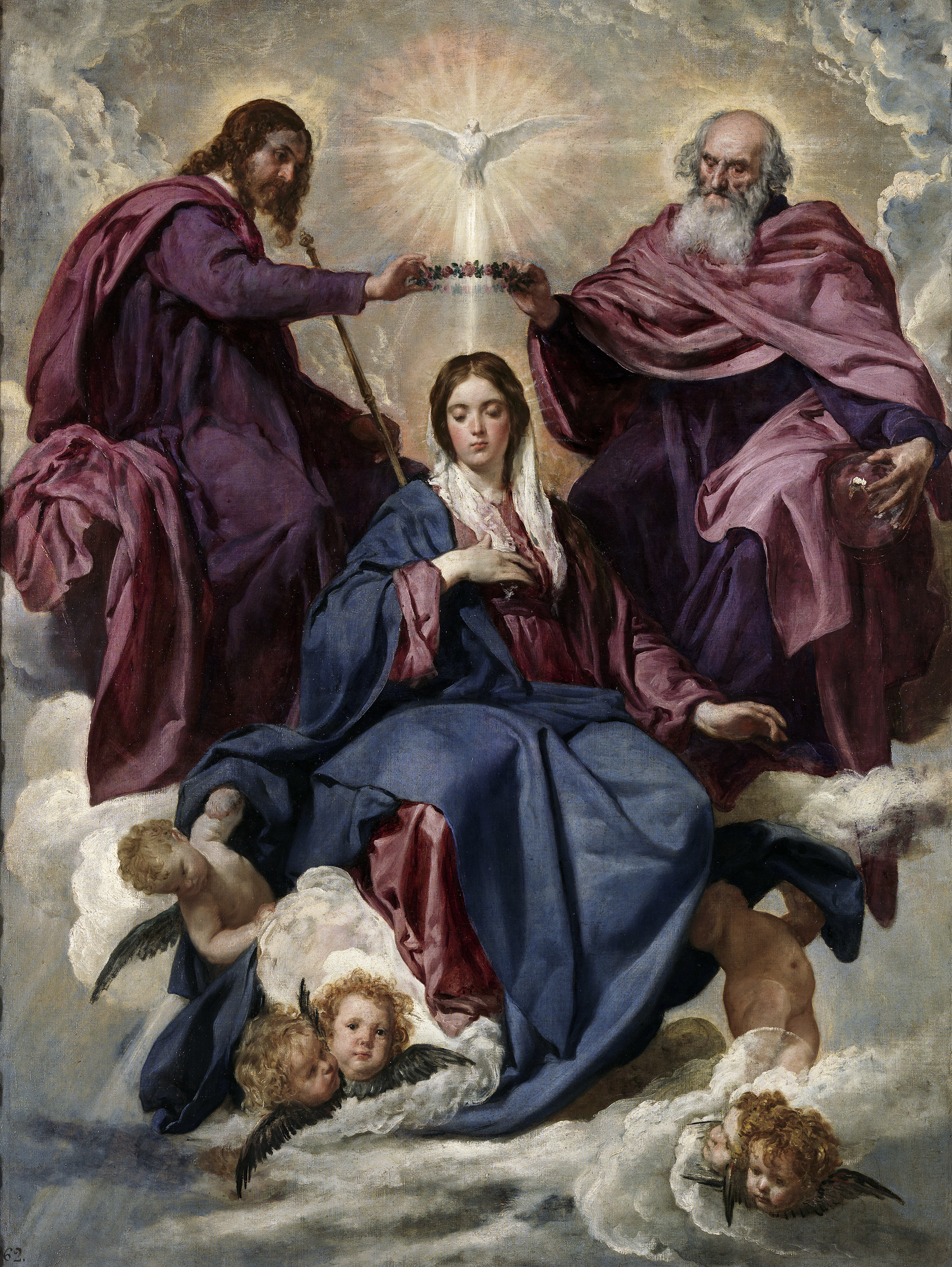
Velázquez, Coroação da Virgem, 1645
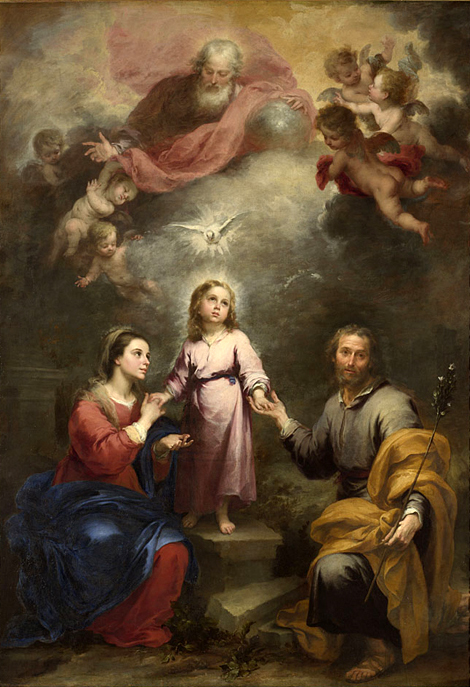
Murillo, 1675-1682

### Séculos XVIII a XX

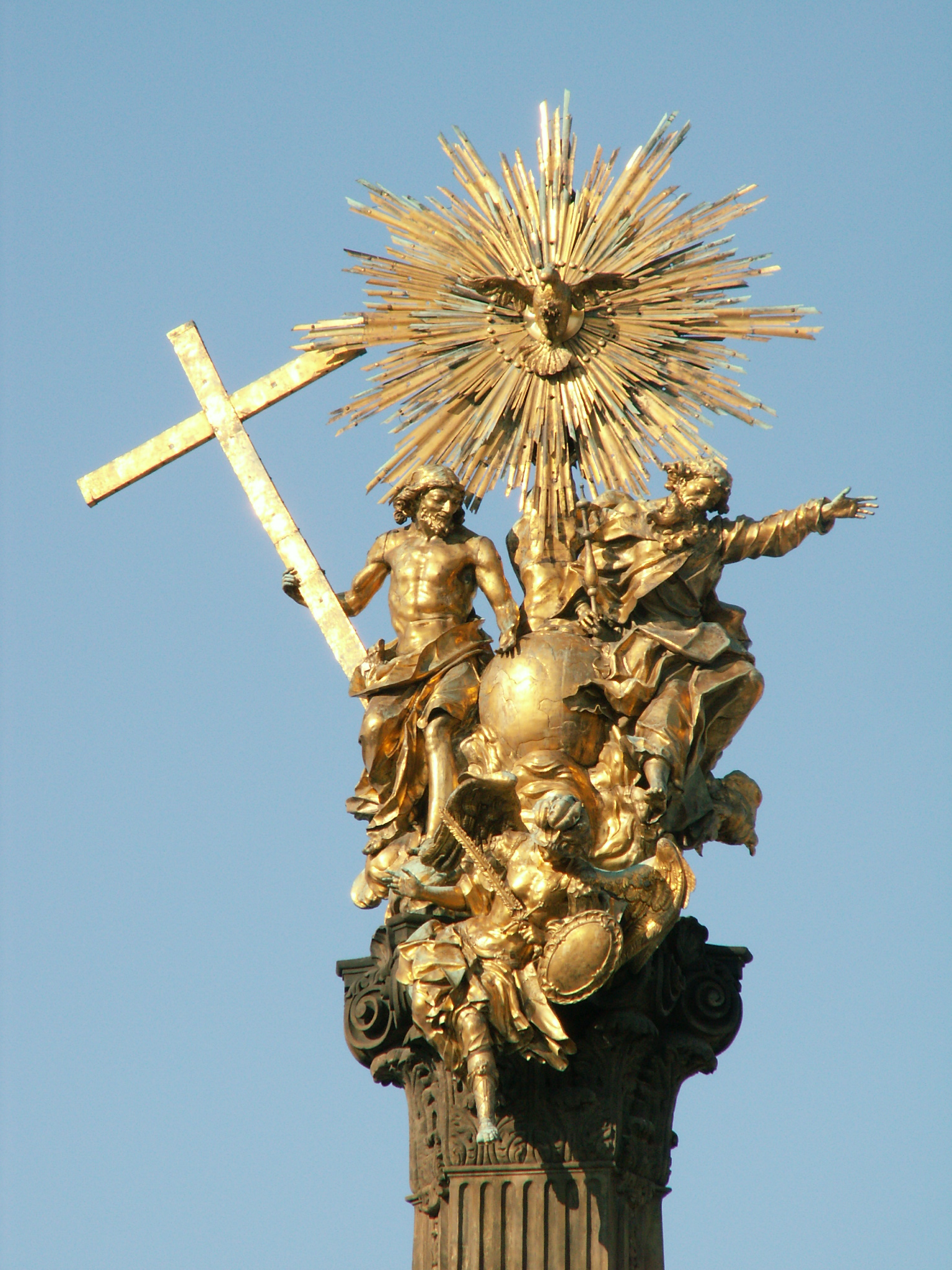
Coluna da Santíssima Trindade em Olomolic, Morávia, 1754
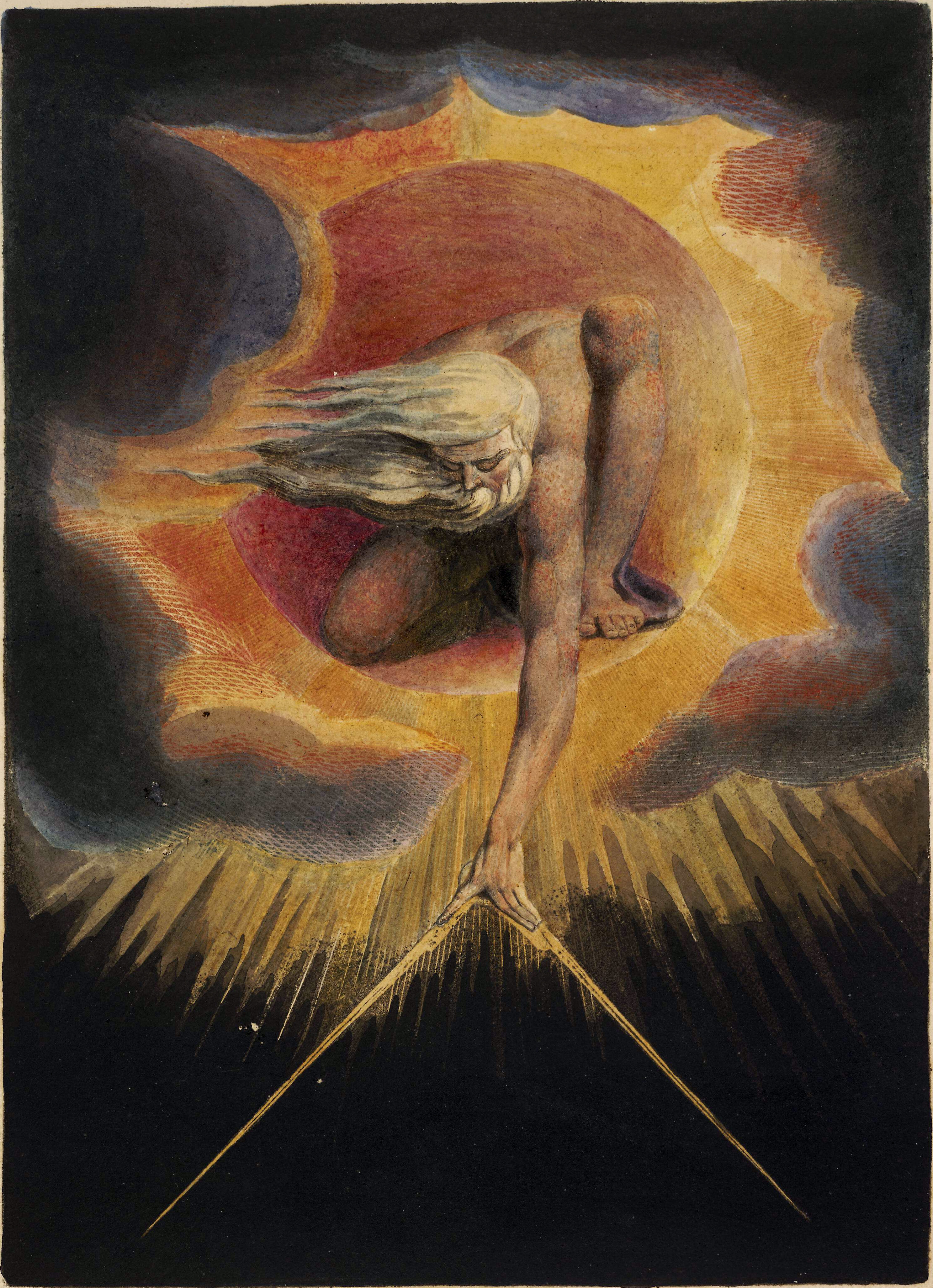
William Blake, Ancião dos Dias, 1794
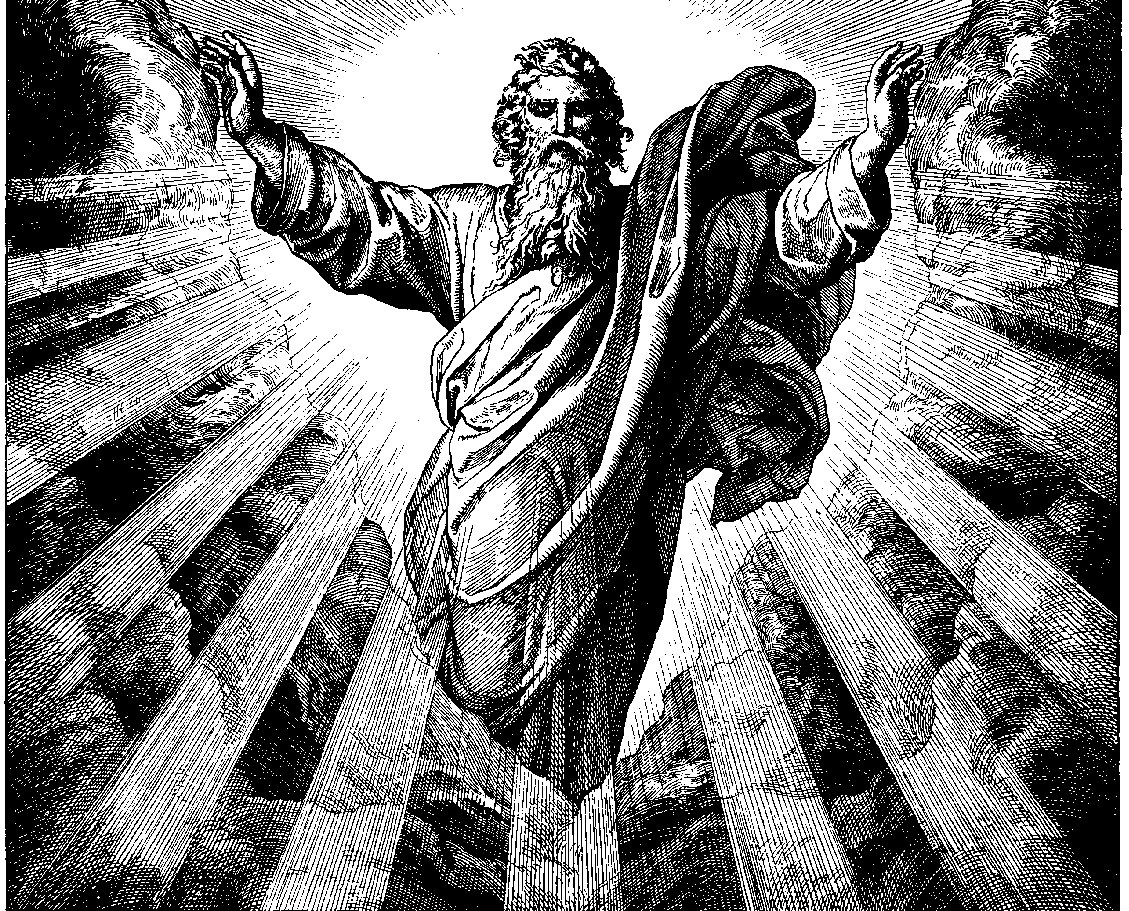
Julius Schnorr von Carolsfeld, 1860
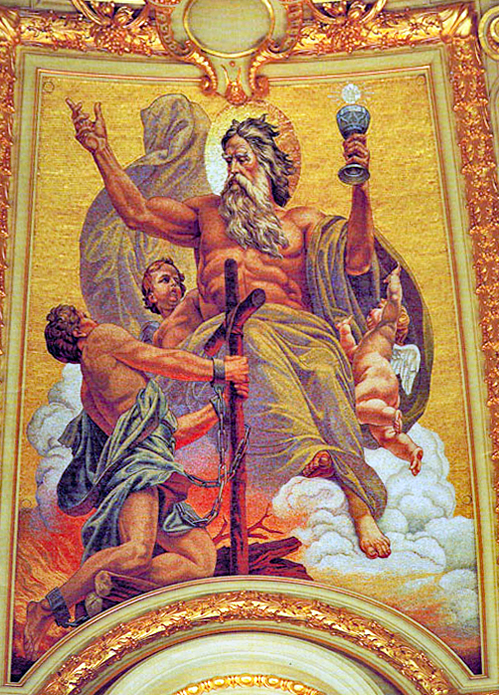
Anton von Werner, Catedral de Berlim, ~1900
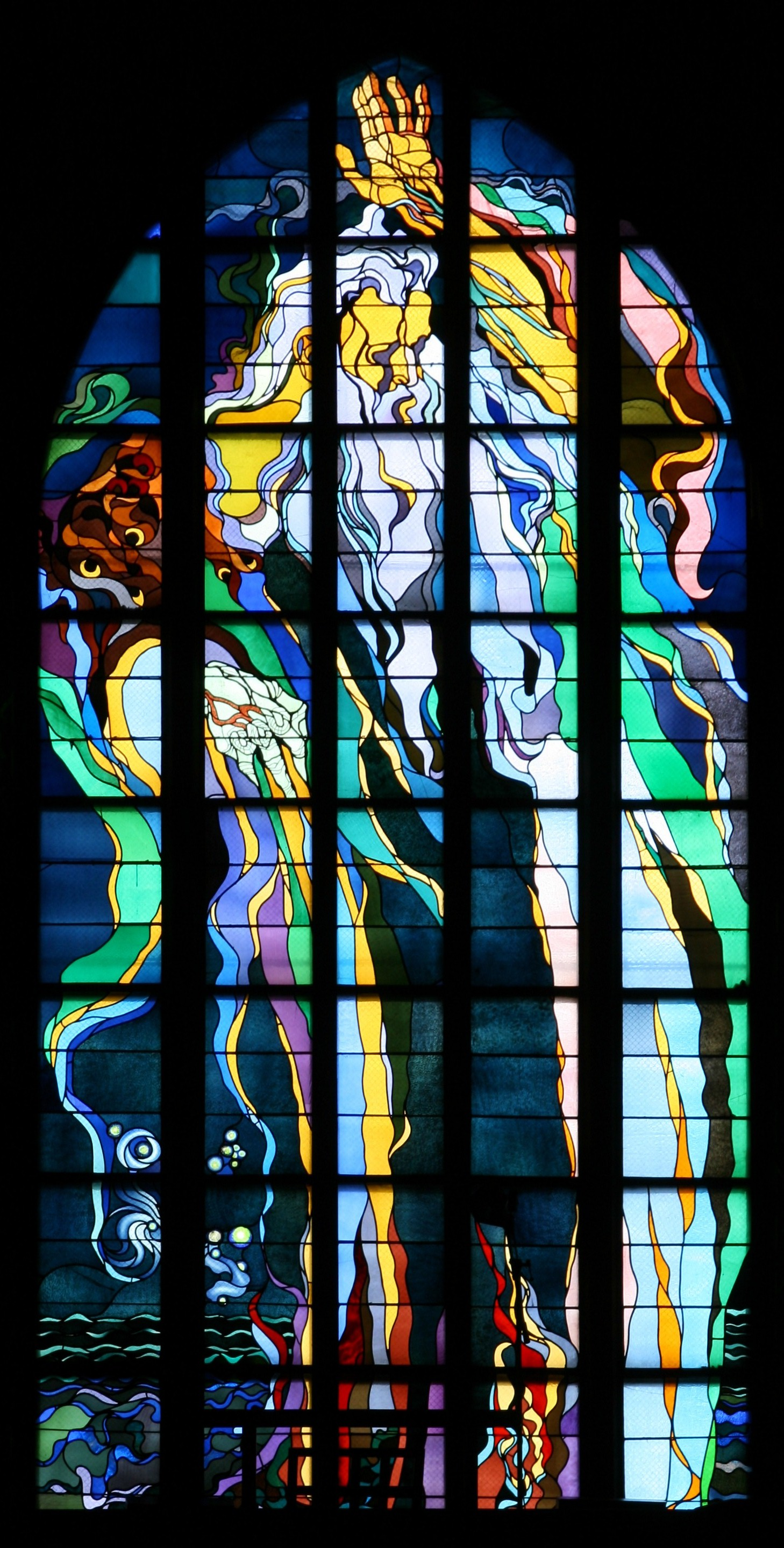
Stanisław Wyspiański, vitral da  Igreja São Francisco de Assis em Cracóvia, ~1900
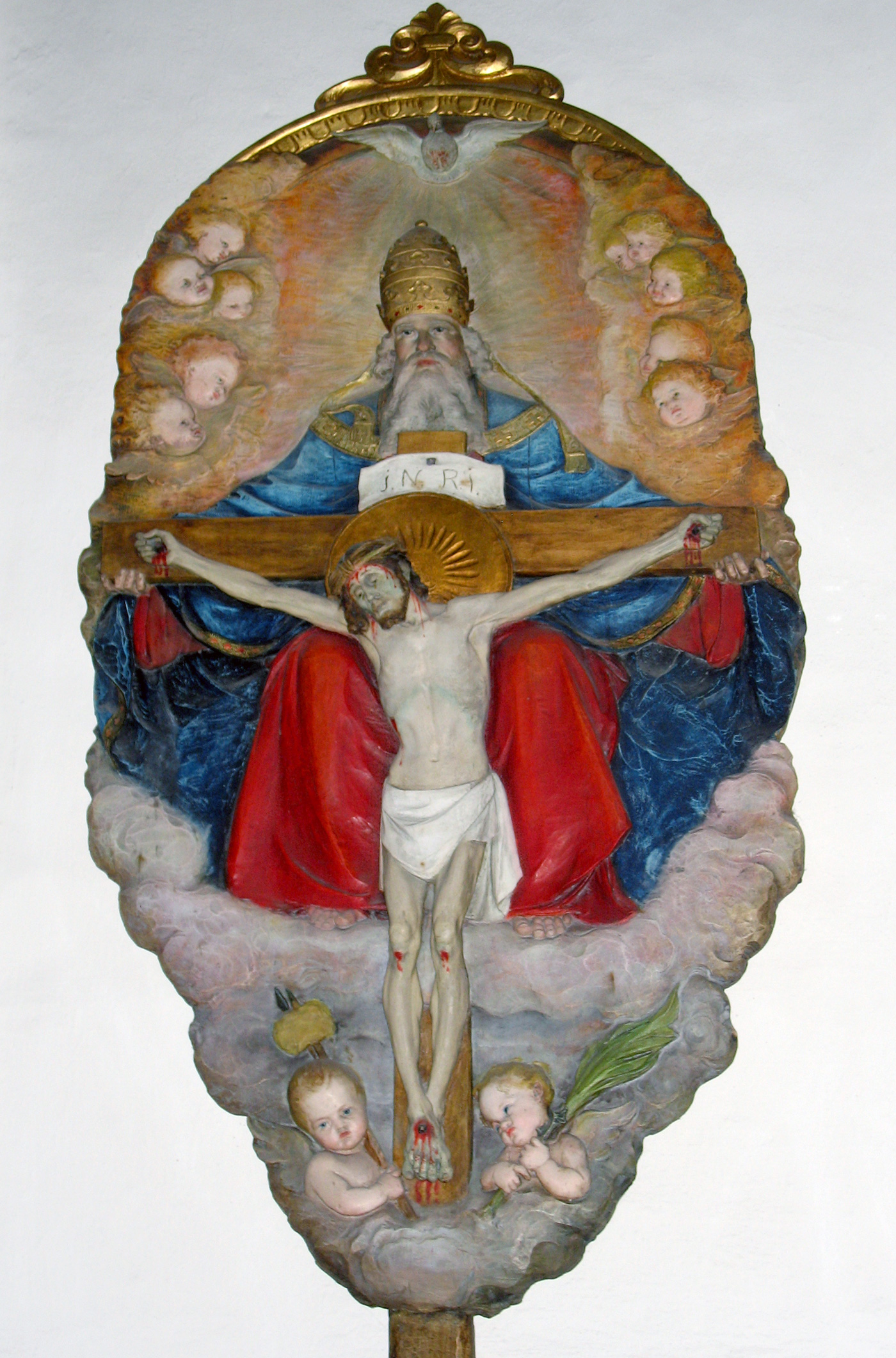
Val Gardena, Italy, 1910
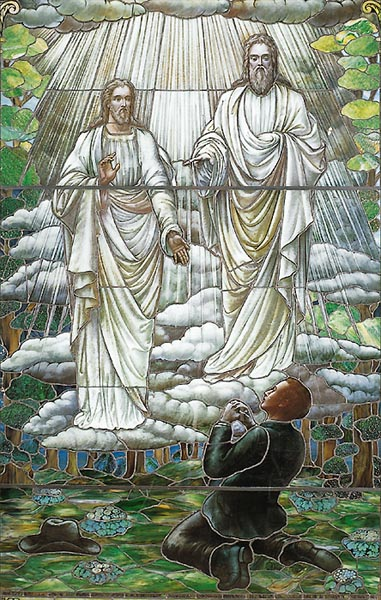
Primeira Visão, 1913
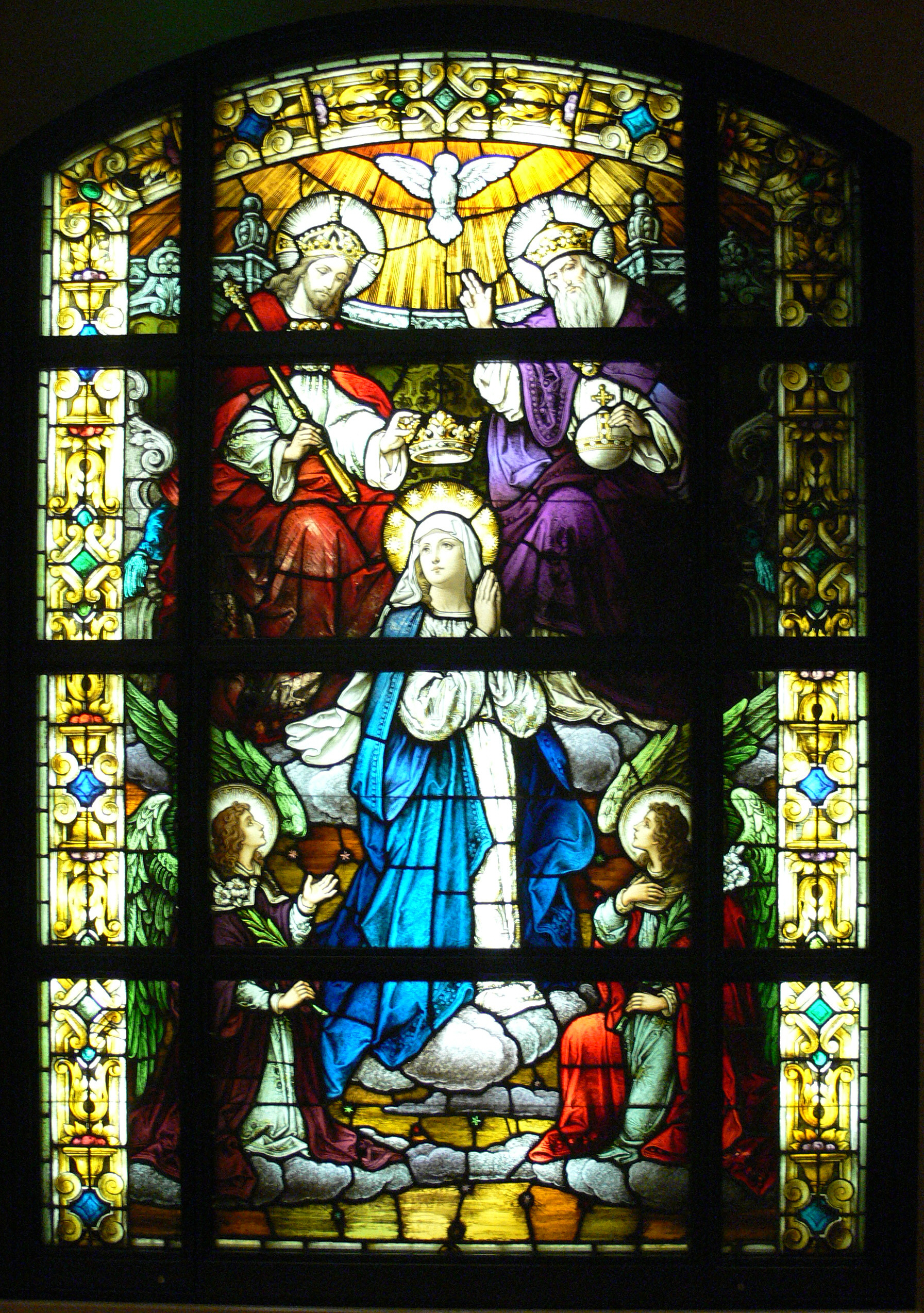
Catedral de Nossa Senhora dos Anjos, vitral anos 1920